# Christopher Nolan
Sir Christopher Edward Nolan, CBE (ur. 30 lipca 1970 w Londynie) – brytyjski reżyser, scenarzysta i producent filmowy. Jest jednym z najbardziej dochodowych reżyserów w historii i jednym z najwyżej cenionych filmowców XXI wieku.
Po debiutanckim reżyserskim filmie Śledząc (1998) Nolan przykuł uwagę drugim swoim filmem, Memento (2000), za który otrzymał nominację do Oscara za najlepszy scenariusz oryginalny. Uznanie zdobyte dzięki filmom niezależnym pozwoliło Nolanowi na zrobienie thrillera Bezsenność (2002) i dramatu Prestiż (2006). Szerszą popularność i dobre opinie krytyków zyskał dzięki trylogii o Batmanie (2005−2012); Incepcji (2010), za którą otrzymał nominacje do Oscara za najlepszy film i najlepszy scenariusz oryginalny; Interstellar (2014), Dunkierce (2017) i Oppenheimerowi (2023), za którego otrzymał Oscara za najlepszą reżyserię i najlepszy film. Jego dwanaście filmów zarobiło ponad 6 miliardów dolarów na całym świecie oraz zdobyło w sumie 49 nominacji do Oscara, z czego wygrało 18 statuetek. Dwa filmy reżysera (Memento i Mroczny Rycerz) zostały wpisane do Narodowego Rejestru Filmowego i wprowadzone do Biblioteki Kongresu jako dzieła „znaczące kulturowo, historycznie bądź estetycznie”. Nolan jest współtwórcą kilku filmów sygnowanych wraz z młodszym bratem Jonathanem i prowadzi firmę produkcyjną Syncopy Inc. wraz ze swoją żoną Emmą Thomas.
Filmy Nolana zakorzenione są w filozoficznych, socjologicznych i etycznych koncepcjach, badaniu ludzkiej moralności, związku przyczynowo-skutkowego, budowie czasu i trwałości pamięci oraz tożsamości osobistej. Jego prace przeniknięte są materialistycznymi perspektywami, labiryntowymi spiskami, nieliniową opowieścią, praktycznymi efektami specjalnymi i analogicznymi związkami między wizualnym językiem a elementami narracyjnymi. Cechuje je też ciemny obraz.

## Życiorys
Nolan pochodzi z mieszanej rodziny – jego ojciec jest Brytyjczykiem, matka Amerykanką, a on sam posiada także amerykańskie obywatelstwo. Dorastał w Chicago, jednak studiował na uczelniach brytyjskich. Już jako dziecko kręcił 8 milimetrową kamerą.

### Wczesne życie i początki kariery 1970–1997

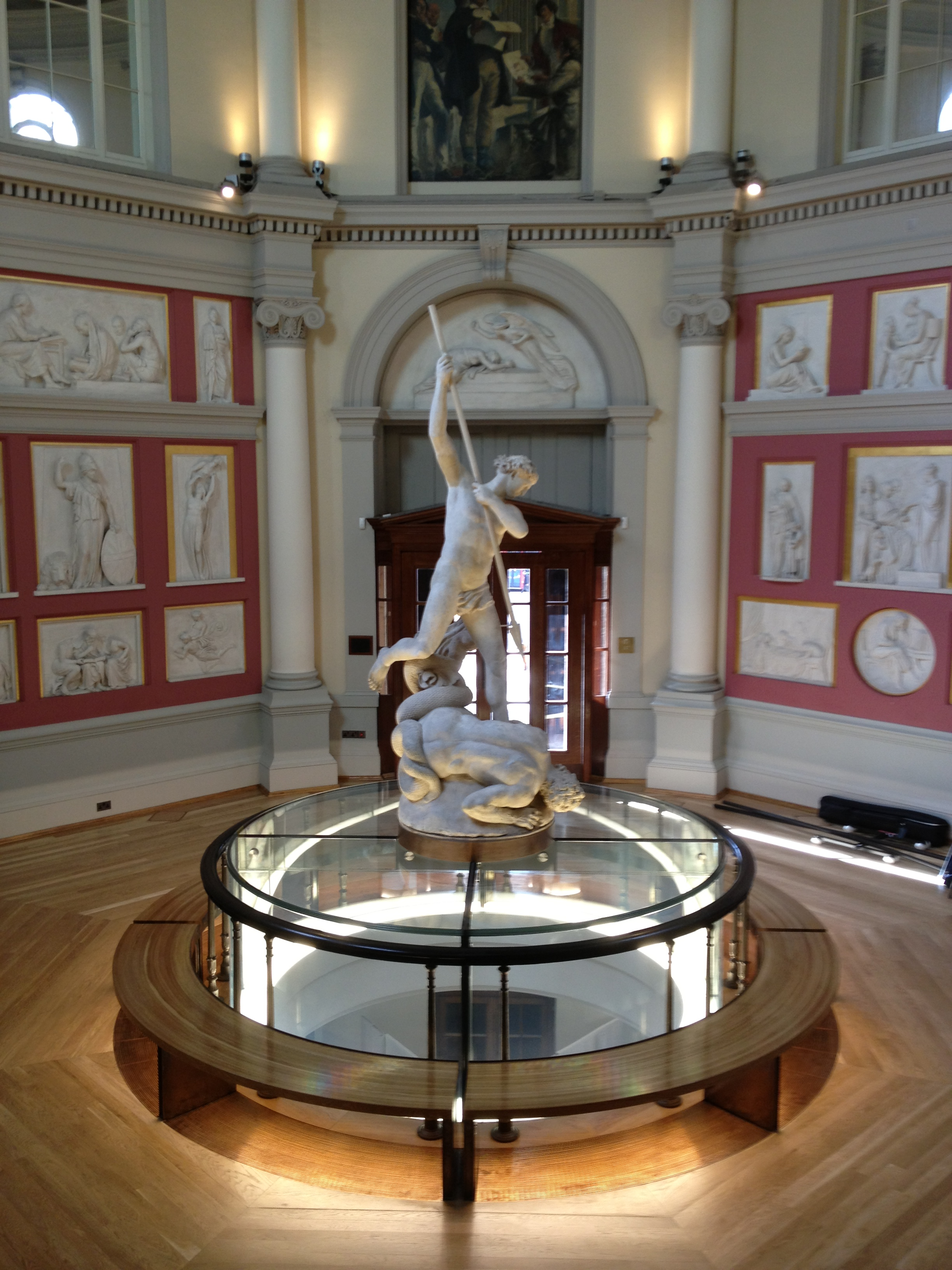
Nolan uczęszczał do University College London i wykorzystał Galerię Flaxman do sceny w Incepcji (2010).

Nolan urodził się w Londynie. Jego ojciec, Brytyjczyk, Brendan James Nolan, był kierownikiem ds. reklamy, a jego matka, Amerykanka, Christina (z domu Jensen), pracowała jako stewardesa i nauczycielka języka angielskiego. Jego dzieciństwo było podzielone między Londyn i Evanston w Illinois. Nolan posiada zarówno brytyjskie, jak i amerykańskie obywatelstwo. Ma starszego brata, Matthew Francisa Nolana, skazanego przestępcę, i młodszego brata, Jonathana. Zaczął robić filmy w wieku 7 lat, pożyczając kamerę Super 8 swojego ojca i kręcąc filmy krótkometrażowe z elementami akcji. Wychowując się, Nolan był pod szczególnym wpływem Gwiezdnych wojen (1977), a w wieku około ośmiu lat stworzył animację poklatkową zatytułowaną Space Wars (w hołdzie temu filmowi). Wujek, który pracował w NASA (budował systemy prowadzenia rakiet Apollo), przysłał mu materiał filmowy: „Sfilmowałem je z ekranu i zedytowałem, myśląc, że nikt tego nie zauważy” – zauważył później Nolan. Od 11 roku życia aspirował do zawodu filmowca.
Kiedy rodzina Nolana w latach formatywnych przeniosła się do Chicago, zaczął robić filmy z Adrienem i Roko Belicem. Współpracę z braćmi kontynuował, zdobywając uznanie za pomoc redakcyjną w ich nominowanym do Oscara filmie dokumentalnym Genghis Blues (1999). Nolan współpracował również z Roko (i przyszłym laureatem Nagrody Pulitzera Jeffreyem Gettlemanem) nad dokumentowaniem safari w czterech krajach afrykańskich, zorganizowanym przez nieżyjącego fotoreportera Dan Eldona na początku lat dziewięćdziesiątych. Nolan kształcił się w Haileybury and Imperial Service College, niezależnej szkole w Hertford Heath w Hertfordshire, a następnie badał literaturę angielską na University College London (UCL). Wybrał UCL specjalnie dla swoich narzędzi filmowych: pakietu montażowego Steenbeck i kamer 16 mm. Nolan był prezesem Związku Towarzystwa Filmowego i wraz z Emmą Thomas (jego dziewczyną i przyszłą żoną) prezentował filmy fabularne (35 mm) w trakcie roku szkolnego i wykorzystywał zarobione pieniądze na produkcję filmów taśmą 16 mm latem. Podczas lat studenckich Nolan zrealizował dwa filmy krótkometrażowe. Pierwszym z nich była surrealistyczna Tarantella (1989) (8 mm), która została pokazana na Image Union (pokaz niezależnych filmów i wizytówka w PBS). Drugi film to Larceny (1995), nakręcony przez weekend czarno-biały film, z ograniczoną obsadą, ekipą i sprzętem. Ufundowany przez Nolana i nakręcony przy użyciu sprzętu społeczności, pojawił się na Cambridge Film Festival w 1996 roku i jest uznawany za jeden z najlepszych filmów krótkometrażowych UCL.
Po ukończeniu studiów pracował jako analizator scenariuszy, operator kamery, reżyser filmów firmowych i korporacyjnych. Nakręcił również trzeci, krótki film: Doodlebug (1997) o mężczyźnie goniącym owada wokół mieszkania z butem, aby odkryć podczas jego zabijania, że jest to miniaturowa postać samego siebie. W tym okresie swojej kariery Nolan nie odniósł żadnego sukcesu lub w niewielkim stopniu, przypominając później o „stosie listów odrzucających”, które konfrontowały jego wczesne próby nakręcenia filmów, dodając: „w Wielkiej Brytanii jest bardzo ograniczona pula środków finansowych. Szczerze mówiąc, to bardzo snobistyczne miejsce. Nigdy nie miałem żadnego wsparcia brytyjskiej branży filmowej”.

### Przełom: 1998–2004
W 1998 roku Nolan wyreżyserował swój pierwszy film fabularny, który osobiście finansował i nakręcił z przyjaciółmi. Śledząc przedstawia bezrobotnego młodego pisarza (Jeremy Theobald), który śledzi obcych w Londynie, w nadziei, że dostarczą materiału do jego pierwszej powieści. Zamiast tego wciągnięty zostaje do zbrodniczego podziemia, gdy nie udaje mu się utrzymać dystansu. Inspiracją dla filmu były doświadczenia Nolana z życia w Londynie i włamania do jego mieszkania: „Interesujący związek między obcym przechodzącym przez twoje posiadłości a koncepcją przypadkowego podążania za ludźmi przez tłum – obaj zabierają cię poza granice zwykłych relacji społecznych”. Śledząc miał skromny budżet w wysokości 3000 funtów, kręcony był w weekendy przez ponad rok. Aby zachować taśmę, każda scena w filmie została dogłębnie przećwiczona, aby pierwsze lub drugie ujęcie mogło zostać wykorzystane w finalnym produkcie. Film był wyprodukowany w koprodukcji z Emmą Thomas i Jeremym Theobaldem. Nolan sam napisał, sfotografował i zmontował film. Po kilku latach wygrał kilka nagród na festiwalach i został dobrze przyjęty przez krytyków; The New Yorker napisał, że „ma echo Hitchcockowskiej klasyki”, ale był „chudszy i bardziej zdrowy”. Janet Maslin z The New York Times była pod wrażeniem „oszczędnego wyglądu” i efektu, jaki dało filmowanie „z ręki”: „As a result, the actors convincingly carry off the before, during and after modes that the film eventually, and artfully, weaves together”. W dniu 11 grudnia 2012 r. film ukazał się na płytach DVD i Blu-ray w ramach Zbioru Kryterium.

Różnica między kręceniem wraz z grupą przyjaciół, ubraną w nasze ubrania i moją mamą, robiącą kanapki a wydawaniem czyichś 4 milionów dolarów na Memento i posiadanie załogi setek ludzi, jest dziś, zdecydowanie największym skokiem, jaki kiedykolwiek zrobiłem.

W wyniku sukcesu Śledząc, Nolan otrzymał możliwość dokonania swojego przełomowego hitu Memento (2000). Podczas podróży z Chicago do Los Angeles, jego brat Jonathan wpadł na pomysł na „Memento Mori”, o człowieku z postępującą amnezją, który używa notatek i tatuaży do polowania na mordercę żony. Nolan opracował scenariusz, który opowiadał historię na odwrót; Aaron Ryder, dyrektor wykonawczy Newmarket Films, powiedział, że jest to „być może najbardziej innowacyjny scenariusz, jaki kiedykolwiek widziałem”. Film został wybrany i otrzymał budżet w wysokości 4,5 mln USD. Memento, z udziałem Guya Pearce'a i Carrie-Anne Moss, miał swoją premierę we wrześniu 2000 roku na Międzynarodowym Festiwalu Filmowym w Wenecji, ciesząc się uznaniem krytyków. Joe Morgenstern z The Wall Street Journal napisał w swojej recenzji: „Nie pamiętam, kiedy film wydawał się tak mądry, dziwnie oddziałujący i śmieszny jednocześnie”. W książce „Filozofia neo-noir” Bazylia Smith porównuje film z esejem dotyczącym ludzkiego zrozumienia Johna Locke’a, który przekonuje, że świadome wspomnienia stanowią naszą tożsamość; temat, który Nolan zgłębia w filmie. Film okazał się sukcesem kasowym i zdobył szereg wyróżnień, m.in. Oscara i Złoty Glob, nominacje do Oscara, Independent Spirit Awards dla najlepszego reżysera i scenariusza oraz nominację do nagrody Amerykańskiej Gildii Reżyserów (DGA). Memento zostało uznane przez wielu krytyków za jeden z najlepszych filmów z lat 2000.

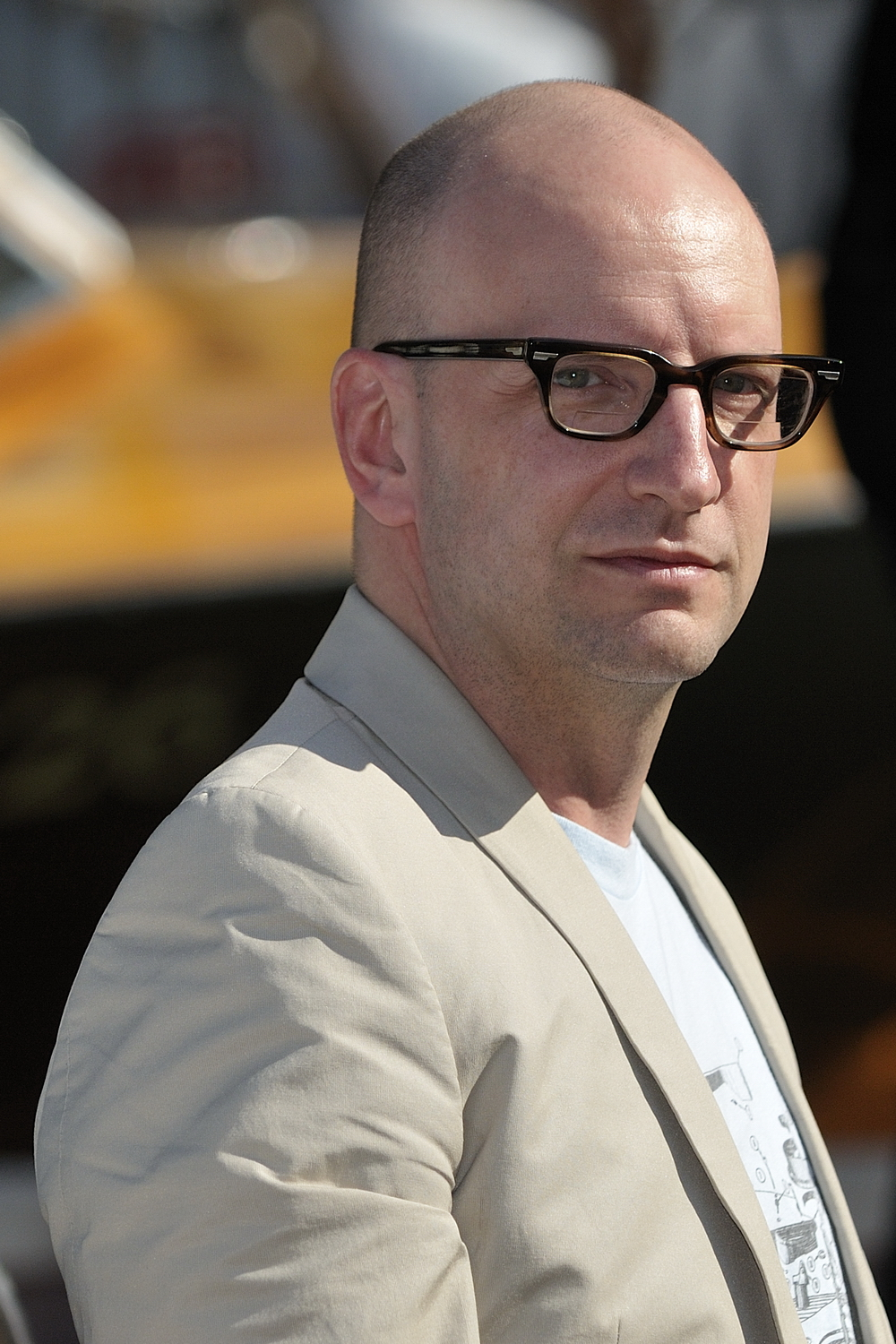
Nagrodzony Oscarem reżyser Steven Soderbergh poparł Nolana w jego przejściu do studia filmowego.

Steven Soderbergh, pod wrażeniem swojej pracy nad Memento, zatrudnił Nolana jako reżysera thrillera psychologicznego Bezsenność (2002); jako aktorów laureata Oscara Ala Pacino, Robina Williamsa i Hilary Swank. Warner Bros chciał początkowo bardziej doświadczonego reżysera, ale Soderbergh i jego Sekcja Ośmiu Produkcji walczyli o Nolana, a także o wybór operatora (Wally Pfister) i montażysty (Dody Dorn). Z budżetem 46 milionów dolarów, został on opisany jako „znacznie bardziej konwencjonalny film hollywoodzki niż cokolwiek, co reżyser robił wcześniej”. Bezsenność jest remakiem norweskiego filmu o tej samej nazwie z 1997 r., czyli o dwóch detektywach Los Angeles wysłanych do północnoalaskańskiego miasta w celu zbadania metodycznego zabójstwa miejscowego nastolatka. Film pozytywnie oceniła krytyka i dobrze zarobił – 113 milionów dolarów na całym świecie. Krytyk filmowy Roger Ebert pochwalił film za wprowadzenie nowych perspektyw i pomysłów na kwestie moralności i winy. „W przeciwieństwie do większości remaków, Nolanowska Bezsenność nie jest bladą zaprawą, lecz ponowną analizą materiału, jak dobrze zagrana nowa produkcja”. Erik Skjoldbjærg, reżyser oryginalnego filmu, był zadowolony z wersji Nolana, nazywając ją „dobrze przygotowanym, inteligentnym filmem, z naprawdę dobrym reżyserem, który poradził sobie z nim”. Richard Schickel z Time uznał Bezsenność za „godnego następcę” Memento i „triumf atmosfery nad wcale-bardzo-tajemniczą tajemnicą”.
Po Bezsenności Nolan zaplanował biograficzny film o Howardzie Hughsie z udziałem Jima Carreya. Napisał scenariusz, który według niego był „najlepszym scenariuszem, jaki kiedykolwiek napisałem”, ale kiedy dowiedział się, że Martin Scorsese robi biografię Hughesa (2004 The Aviator), niechętnie złożył scenariusz i przerzucił się do innych projektów. Nolan, po odrzuceniu propozycji wyreżyserowania historycznej epopei Troja (2004), pracował nad adaptacją kryminalnej powieści Rutha Rendella The Keys to the Street do scenariusza, który planował wyreżyserować dla Fox Searchlight Pictures, ale w końcu zostawił projekt powołując się na podobieństwa do poprzednich filmów.

### TrylogiaMroczny Rycerzi sukces w mainstreamie: 2005–2013
Na początku 2003 roku Nolan przyszedł do Warner Bros z pomysłem nakręcenia nowego filmu o Batmanie. Zafascynowany bohaterem i historią chciał nakręcić film osadzony w „relatywnym” świecie, przypominającym klasyczny dramat, a nie komiksowe fantasy. Batman: Początek, największy projekt, który Nolan podjął do tego momentu, miał premierę w czerwcu 2005 r., zarówno dla krytyki, jak i sukcesu komercyjnego. Film wraz z Michaelem Caine’em, Garym Oldmanem, Morganem Freemanem i Liamem Neesonem ożywił franczyzę, zapowiadając trend w kierunku ciemniejszych filmów, które zrebootowały (lub przyśpieszyły) swoje backstories. Film opowiada historię bohatera Bruce’a Wayne’a, który początkowo pełny obaw przed nietoperzami, w efekcie straty rodziców staje się Batmanem i walczy ze spiskiem Ra’s al Ghula, chcącego zniszczyć Gotham City. Film chwalony za swoją głębokość psychologiczną i aktualność. Kyle Smith z The New York Post nazwał go „budzącym wezwaniem do ludzi, którzy wciąż dają nam słodkie historie o mężczyznach w rajtuzach. Ściera uśmiech z twarzy filmowego superbohatera”. Batman: Początek był ósmym co do zarobku filmem w 2005 roku w Stanach Zjednoczonych i dziewiątym filmem zagranicznym na świecie. Został nominowany do Oscara za zdjęcia do filmu i trzech nagród BAFTA. W 10-lecie istnienia filmu Forbes opublikował artykuł opisujący jego wpływ: „Reboot stał się częścią naszego nowoczesnego słownictwa, a opowieści o pochodzeniu superbohaterów stały się coraz bardziej modne dla tego gatunku. Sformułowanie „mroczny i żwawy” dołączyło do leksykonu filmowego, wpływając na nasze postrzeganie różnych podejść do opowiadania historii nie tylko w gatunku komiksów, ale także we wszystkich innych gatunkach”.
Przed powrotem do franczyzy Batmana Nolan wyreżyserował, współtworzył i wyprodukował Prestiż (2006), adaptację powieści Christophera Priesta o dwóch rywalizujących XIX-wiecznych sztukmistrzach. W 2001 roku, kiedy Nolan był w trakcie postprodukcji dla Bezsenności, poprosił brata Jonathana o pomoc w napisaniu scenariusza do filmu. Scenariusz powstawał w trakcie przerywanej, pięcioletniej współpracy między braćmi. Nolan początkowo zamierzał nakręcić film już w 2003 r., odraczając realizację projektu po wyrażeniu zgody na realizację filmu Batman: Początek. Prestiż zdobył uznanie krytyków (m.in. nominację do Oscara za najlepsze zdjęcia i scenografię) oraz zarobił ponad 109 milionów dolarów na całym świecie. Roger Ebert określił go jako „dość nastrojowy, obsesyjny, niemal sataniczny”. Kenneth Turan z Los Angeles Times nazwał go „ambitną, niesłychaną melodramą”. Philip French napisał w recenzji dla The Guardiana: „Oprócz intelektualnego lub filozoficznego podniecenia, które wzbudza, Prestiż jest chwytliwy, napięty, tajemniczy, poruszający i często ciemno zabawny”.

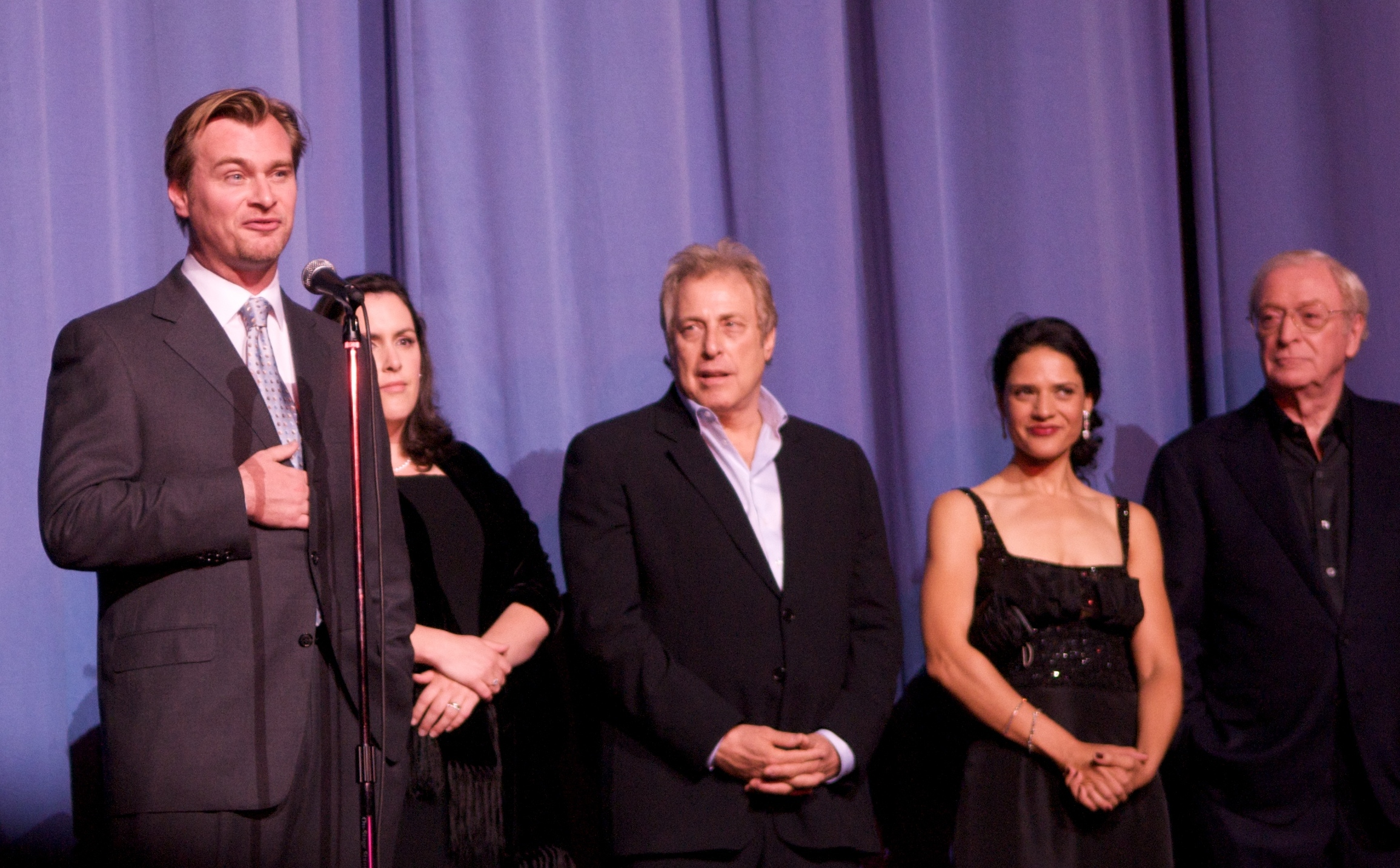
Nolan (z lewej) z obsadą i ekipą produkcyjną Mrocznego Rycerza podczas europejskiej premiery w Londynie w 2008 roku

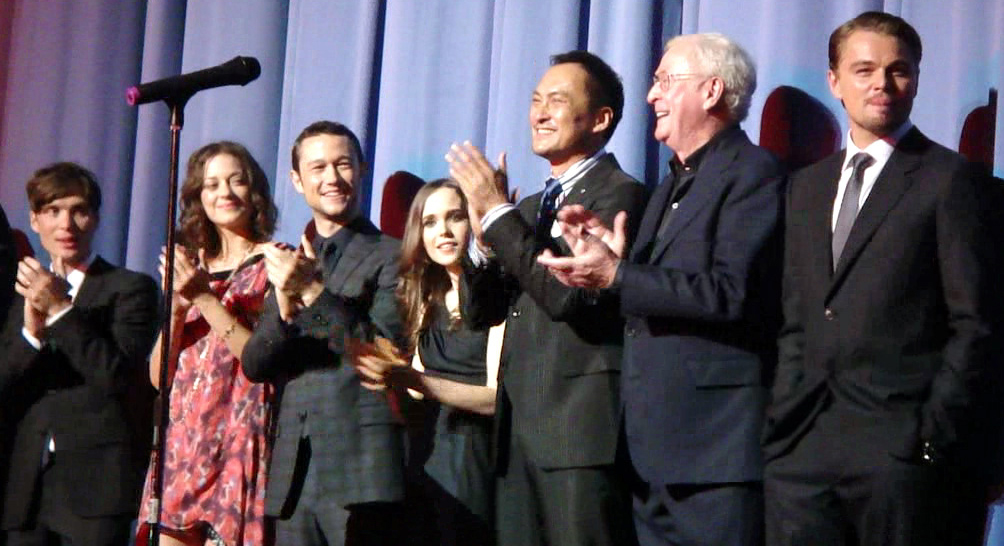
Obsada Incepcji na premierze w lipcu 2010

W lipcu 2006 r. Nolan ogłosił, że kontynuacja Batmana: Początek zostanie nazwana Mrocznym Rycerzem. Podchodząc do sequela, Nolan chciał poszerzyć noirishową charakterystykę pierwszego filmu rozszerzając obraz i przybliżając „dynamikę historii miasta, wielkiej zbrodni. gdzie patrzysz na policję, wymiar sprawiedliwości, strażników, biedotę, ubogich, bogatych, przestępców”. Mroczny Rycerz wydany w 2008 roku z wielkim uznaniem krytyków, wymieniany jest jako jeden z najlepszych filmów z lat 2000. i jeden z najlepszych filmów supebohaterskich, jakie kiedykolwiek powstały. Manohla Dargis z New York Timesa uznała, że film ma większe zasługi artystyczne niż wiele hollywoodzkich blockbusterów: „Pogrążony w przepaści między sztuką a przemysłem, poezją i rozrywką, jest ciemniejszy i głębszy niż jakikolwiek hollywoodzki film komiksowy”. Podobny punkt widzenia wyraził Ebert, opisując go jako „nawiedzony film, który przeskakuje poza swoje początki i staje się wciągającą tragedią”. Filmowiec Kevin Smith nazwał go „ojcem chrzestnym część II komiksów”. Mroczny Rycerz ustanowił kilka rekordów zarabiając $534 858 444 w Ameryce Północnej i $469 700 000 za granicą, na całym świecie łącznie$1 004 558 444. Był to pierwszy komercyjny film pełnometrażowy nakręcony częściowo w formacie IMAX 15/70 mm. Podczas 81. edycji Oscarów film był nominowany do ośmiu Oscarów, zdobywając dwie nagrody: Oscara za najlepszą edycję dźwięku oraz pośmiertnego Oscara dla najlepszego aktora drugoplanowego dla Heath Ledgera. Nolan został uznany przez swoich rówieśników nominacjami z DGA, Writers Guild of America (WGA) i Producers Guild of America (PGA).
Po sukcesie Mrocznego Rycerza Warner Bros. podpisał umowę z Nolanem, w celu reżyserii Incepcji. Nolan także napisał i koprodukował ten film, który określany jest jako „współczesne akcyjne sci-fi osadzone w architekturze umysłu”. Przed wypuszczeniem filmu do kin, krytycy tacy jak Peter Travers i Lou Lumenick zastanawiali się, czy wiara Nolana w inteligencję widzów nie będzie go kosztowała w tzw. box office. Film, w którym wystąpił duży zespół, w tym Leonardo DiCaprio, został wydany 16 lipca 2010 roku i okazał się krytycznym i komercyjnym sukcesem. Richard Roeper z Chicago Sun-Times przyznał filmowi doskonały wynik „A+” i nazwał go „jednym z najlepszych filmów XXI wieku”. Mark Kermode nazwał go najlepszym filmem z 2010 roku, stwierdzając: „Incepcja jest dowodem na to, że ludzie nie są głupi, że kino nie jest śmieciem i że możliwe jest, aby blockbustery i sztuka były tą samą rzeczą”. Film zakończył się zarobieniem ponad 820 milionów dolarów na całym świecie. Film został nominowany do Oscarów w ośmiu kategoriach, w tym za najlepszy obraz; zdobył nagrody zaː najlepsze zdjęcia, najlepszy dźwięk, najlepszy montaż dźwięku i najlepsze efekty specjalne. Nolan otrzymał także nominacje do BAFTA, Złotego Globu, DGA i PGA oraz nagrodę WGA za zdjęcia do filmu. Nolan, podczas postprodukcji w początkowym okresie istnienia filmu, udzielił wywiadu dla filmu These Amazing Shadows (2011) – dokumentalnego docenienia i utrwalenia przez Narodowy Rejestr Filmowy. Występował również w filmie dokumentalnym Side by Side (2012), opowiadającym o historii, procesie i przebiegu twórczości zarówno cyfrowej, jak i fotochemicznej.

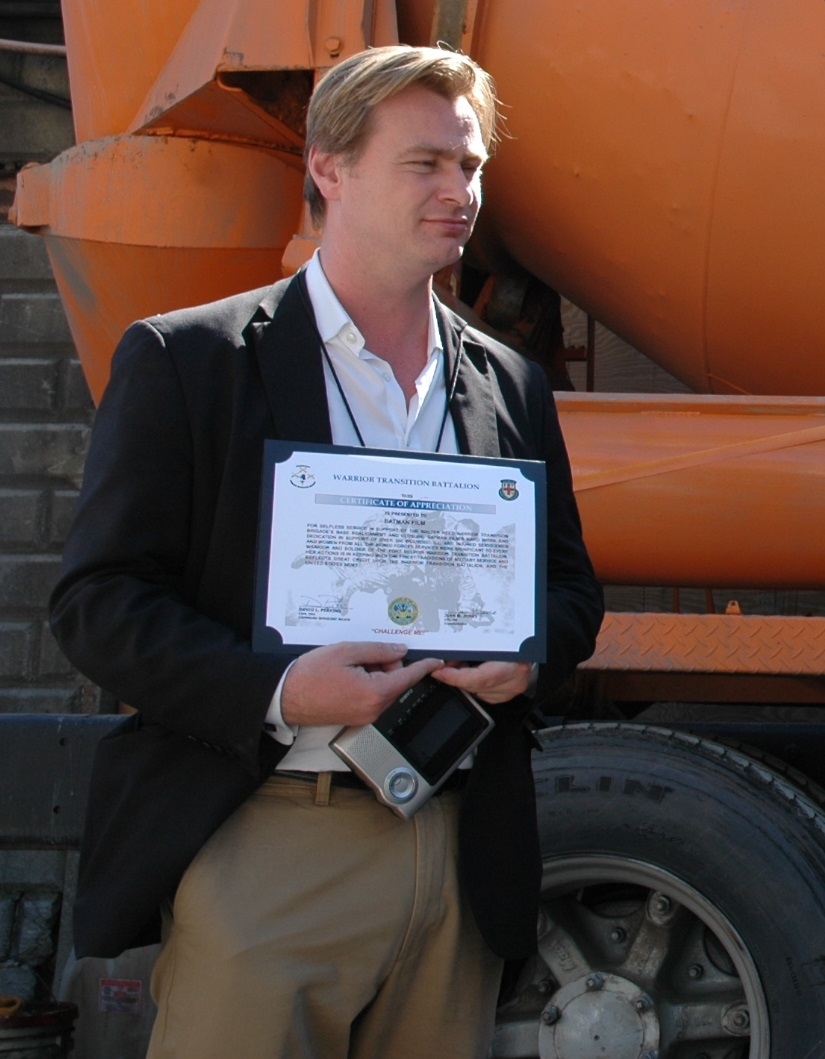
Nolan na planie filmu Mroczny Rycerz powstaje w sierpniu 2011 roku

W 2012 roku Nolan wyreżyserował swój trzeci i ostatni film o Batmanieː Mroczny Rycerz powstaje. Chociaż początkowo wahał się, czy wróci do serialu, zgodził się wrócić po tym, jak opracował opowieść z bratem i Davidem S. Goyerem, która jego zdaniem zakończy serię na wysokim poziomie. Mroczny Rycerz powstaje został wydany 20 lipca 2012 roku uzyskując pozytywne recenzje; Andrew O’Hehir z portalu opiniotwórczego Salon.com nazwał go „prawdopodobnie największym, najciemniejszym, najbardziej emocjonującym i niepokojącym spektaklem, jaki kiedykolwiek został stworzony na ekran”, dalej opisując dzieło jako „spektakl auteurystyczny na skalę, jaka nigdy dotąd nie była możliwa i której nigdy wcześniej nie próbowano”. Christy Lemire z The Associated Press napisała w swojej recenzji, że Nolan zakończył swoją trylogię w „typowo spektakularny, ambitny sposób”, ale nie lubiła „przeciążonej” historii i nadmiernej grymaśności; „To jest problem, kiedy jesteś wyjątkowym, wizjonerskim filmowcem. Kiedy daje się ludziom coś niezwykłego, oczekują tego za każdym razem. Jakikolwiek brak odczuwany jest jako zawód”. Podobnie jak poprzednik, dobrze wypadł w box office, stając się trzynastym filmem na świecie, osiągając ponad miliard dolarów brutto. O północy podczas pokazu filmu w Century 16 w Aurorze (Kolorado), strzelec otworzył ogień wewnątrz teatru, zabijając 12 osób i raniąc 58 innych. Nolan wydał w prasie oświadczenie, w którym złożył kondolencje ofiarom tragedii, którą określił mianem bezsensownej tragedii.
Podczas dyskusji na temat historii Mroczny Rycerz powstaje w 2010 roku, Goyer opowiedział Nolanowi o swoim pomyśle zaprezentowania Supermana w nowoczesnym kontekście. Pod wrażeniem konceptu pierwszego kontaktu Goyera, Nolan wpadł na pomysł Człowieka ze stali (2013) dla Warnera Brosa, który zatrudnił Nolana do produkcji, a Goyera do napisania scenariusza. Nolan zaproponował Zackowi Snyderowi reżyserowanie filmu, opierając się na jego stylizowanych adaptacjach 300 (2007) i Watchmena (2009) oraz jego „wrodzonej zdolności do traktowania superbohaterów jak prawdziwych bohaterów”. Gwiazdy Henry’ego Cavilla, Amy Adams, Kevina Costnera, Russella Crowego i Michaela Shannona, Człowiek ze stali, zgromadził na całym świecie ponad 660 milionów dolarów brutto w box office, ale spotkał się z podzieloną reakcją krytyczną. Nolan był jednak pod ogromnym wrażeniem twórczości Snydera, który powiedział, że reżyser „zrobił to naprawdę dobrze” i wierzył, że film będzie miał taki sam potencjał, by wzbudzić ekscytację w podobny sposób, jak wtedy, gdy sam zobaczył wersję Christophera Reeve’a w 1978 roku.

### Interstellar i Dunkierka: 2014–2019
W 2014 roku Nolan i Thomas byli producentami wykonawczymi w Transcendencji, debiutu reżyserskiego wieloletniego nolanowego operatora Wally’ego Pfistera. W składzie Johnny’ego Deppa, Rebecca Hall i Paula Bettany’ego, Transcendencja została wydana w teatrach 18 kwietnia 2014 roku, a jej recenzje były w większości niekorzystne. A.A. Dowd z The A. V. Club przyznał filmowi punktację C-, podkreślając, że „Pfister nie ma talentu do tkania wielkiego popowego spektaklu z lęku kulturowego”.

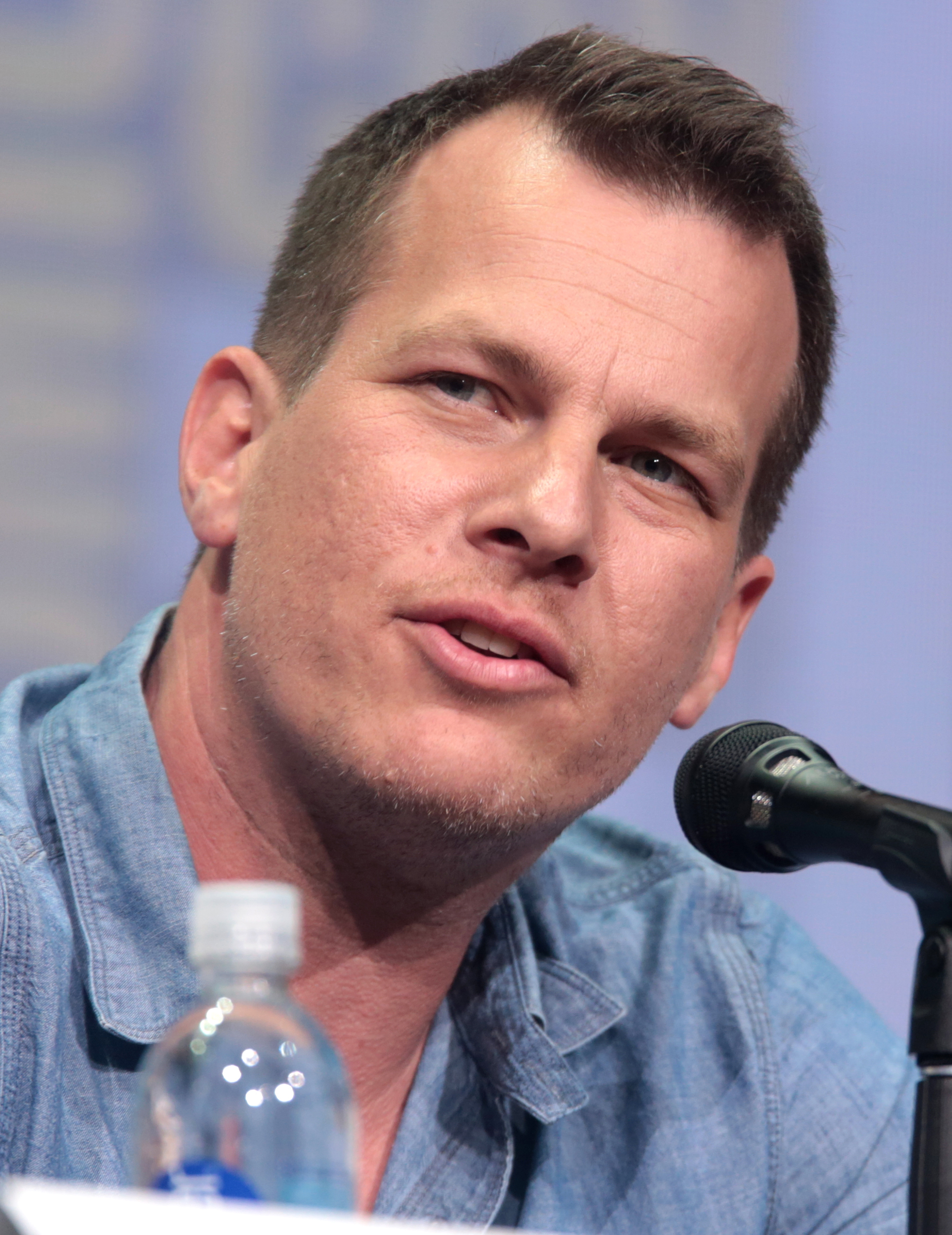
Młodszy brat Nolana, Jonathan, współtworzył scenariusz do filmu Interstellar

Nolan wyreżyserował, napisał i wyprodukował także film science-fiction Interstellar (2014). Pierwsze szkice scenariusza napisał Jonathan Nolan i pierwotnie miał wyreżyserować go Steven Spielberg. Film, oparty na naukowych teoriach wybitnego fizyka teoretycznego Kipa Thorne’a, ukazywał „heroiczną podróż międzygwiezdną do najdalszych granic naszego naukowego zrozumienia”. W Interstellar zagraliː Matthew McConaughey, Anne Hathaway, Jessica Chastain, Bill Irwin, Michael Caine i Ellen Burstyn; film był także był pierwszą współpracą Nolana z autorem zdjęć filmowych Hoyte van Hoytema. Paramount Pictures i Warner Bros. współfinansowały i współdystrybuowały obraz, który został wydany 5 listopada 2014 r. i uzyskał bardzo pozytywne recenzje i dobre wyniki finansowe, osiągając ponad 670 mln USD na całym świecie. A. O. Scott w recenzji dla New York Timesa napisał: „Interstellar, pełen olśnień wizualnych, ambicji tematycznej, to przeszywająca, futurystyczna przygoda napędzana smutkiem, strachem i żalem”. James Berardinelli z Reelviews wyraził opinię, że film zasłużył na etykietę „doświadczenia” i że jest to „wyjątkowy i hipnotyzujący” film eventowy. Filmowiec dokumentalny Toni Myers powiedział o filmie: „Uwielbiałem go, ponieważ zajmował się najtrudniejszą częścią ludzkiej eksploracji, którą jest wielopokoleniowa podróż. Było to prawdziwe dzieło sztuki”. Szczególnie chwalono Interstellar za jego ścisłość naukową, która doprowadziła do opublikowania dwóch opracowań naukowych, a American Journal of Physics wezwał do pokazania filmu na lekcjach szkolnych. Jako jeden z najlepszych filmów roku został uznany przez The American Film Institute (AFI). Podczas 87. edycji Oscarów film zdobył cztery kolejne nominacje: Najlepszą Muzykę, Najlepszy Dźwięk, Najlepszy montaż dźwięku i Najlepszą scenografię. Nolan był kuratorem krótkometrażowego filmu Emic: A Time Capsule from the People of Earth (2015). Inspiracją do jego powstania były motywy międzygwiezdne oraz „próby uchwycenia i uczczenia ludzkiego doświadczenia na Ziemi”.
W 2015 roku firma produkcyjna Syncopy utworzyła spółkę joint venture z Zeitgeist Films, której celem było wydanie edycji prestiżowych tytułów Zeitgeist w formacie Blu-ray. Ich pierwszym projektem była Elena (2011) reżysera Andrieja Zwiagincewa. W ramach wydania Blu-ray filmu animowanego braci Quay, Nolan wyreżyserował krótkometrażowy film dokumentalny Quay (2015). Zainicjował także trasę teatralną, podczas której zaprezentował In Absentia, The Comb i Street of Crocodiles. Program i krótki film Nolana spotkały się z krytycznym uznaniem, a Indiewire pisząc w recenzji, że bracia „bez wątpienia będą mieli setki, jeśli nie tysiące kolejnych fanów z powodu Nolana, a za to Bracia Quay w 35 mm pozostanie jednym z najważniejszych wkładów w historię kina”. W 2015 roku Nolan dołączył do zarządu Fundacji Filmowej, organizacji non-profit zajmującej się konserwacją filmów. Ponieważ Nolan przyczynił się do utrzymania produkcji filmowej w XXI wieku, zaprosił ponad 30 przedstawicieli wiodących amerykańskich archiwów filmowych, laboratoriów i instytucji do udziału w nieformalnym szczycie Reframating the Future of Film w Getty Museum, który odbył się w marcu 2015 roku. W dniu 7 maja ogłoszono, że Nolan i Martin Scorsese zostali powołani przez Bibliotekę Kongresu do zasiadania w Krajowej Radzie Ochrony Filmów (NFPB) jako przedstawiciele DGA. W 2016 roku Nolan i Thomas zdecydowali, by służyć jedynie jako producenci wykonawczy w Batman v Supermanː Świt sprawiedliwości (2016) Zacka Snydera, sequelu Człowiek ze stali. W tym samym roku Nolan został zaprezentowany w filmie dokumentalnym Cinema Futures (2016) austriackiego reżysera Michaela Palma.
W 2017 roku Nolan wyreżyserował i wyprodukował Dunkierkę na podstawie własnego oryginalnego scenariusza. Historia rozgrywa się w czasie II wojny światowej i ukazuje ewakuację żołnierzy aliantów z plaż Dunkierki we Francji w 1940 roku. Podczas całorocznej produkcji swojego pierwszego filmu Śledząc (1998) Nolan i Thomas wynajęli małą łódź, aby przepłynąć przez Kanał La Manche i prześledzić podróż małych statków Dunkierki. „Uczyniliśmy to o tej samej porze roku, aby poczuć, jak to było, i okazało się, że jest to niezwykle niebezpieczne doświadczenie. I było takie bez spadających na nas bomb”. O Dunkierce Nolan powiedział, że inspirował się twórczością Roberta Bressona, filmami niemymi, takimi jak Nietolerancja (1916) i Wschód słońca (1927) oraz Cena strachu (1953). Opisując film jako opowieść o przetrwaniu o strukturze tryptyku, Nolan chciał nakręcić „zmysłowy, niemal eksperymentalny film” z minimalnym dialogiem. Czekał też na Dunkierkę, aż poczuł, że zdobył zaufanie dużego studia, które pozwoliło mu na zrobienie filmu brytyjskiego, ale z amerykańskim budżetem. Zaangażował takie gwiazdy jak Fionn Whitehead, Jack Lowden, Aneurin Barnard, Harry Styles, Tom Hardy, Mark Rylance, Cillian Murphy i Kenneth Branagh. Dunkierka ukazała się w kinach 21 lipca 2017 r. i cieszyła się powszechnym uznaniem krytyków i mocnymi wynikami w box office o wartości ponad $520 milionów na całym świecie. Mick LaSalle z „San Francisco Chronicle” napisał w swojej recenzji: „To jeden z najlepszych filmów wojennych, jaki kiedykolwiek powstał, wyróżniający się swoim wyglądem, podejściem i wpływem na widzów. Są filmy – rzadkie – które przenoszą cię z obecnej rzeczywistości i zanurzają cię tak bardzo w inne realia, że oglądasz je w stanie zachwytu. Dunkierka jest takim filmem”. Manohla Dargis z „New York Times” pochwaliła film, nazywając go „tour de force kinowego rzemiosła i techniki filmowej, która jest jednak w pełni podporządkowana trzeźwej, szczerej, głęboko moralnej opowieści, która zmniejsza dystans między wojnami wczoraj i dziś”. Film otrzymał wiele nagród, w tym pierwszą nominację Nolana do Oscara za najlepszą reżyserię. Nolan i Thomas zostali wymienieni jako producenci wykonawczy w filmie Liga Sprawiedliwości (2017).

### Pierwszy Oscar za najlepszy film: od 2020
Następnym filmem Nolana był thriller science-fiction Tenet. Nad scenariuszem Nolan pracował ponad pięć lat. Film był jednym z ważniejszych pierwszych hollywoodzkich filmów, które pojawiły się w kinie podczas pandemii. Film opowiada historię nienazwanego bohatera (granego przez Johna Davida Washingtona), który podróżuje w czasie, aby zatrzymać atak zagrażający na świecie. Zarobił 363 miliony dolarów na całym świecie przy budżecie produkcyjnym w wysokości 200 milionów dolarów, stając się pierwszym filmem Nolana, który osiągnął tak słabe wyniki. Tenet został opisany jako jego najbardziej polaryzacyjny film. Krytycy chwalili ambicje i aspekty techniczne, ale kwestionowali historię i to, w jaki sposób została ona przedstawiona. Film wygrał Oscara za najlepsze efekty specjalne i został nominowany do Oscara za najlepszą scenografię.
Dwunastym filmem Nolana został Oppenheimer z 2023 roku, film biograficzny oparty na Robercie Oppenheimerze (w tej roli Cillian Murphy) i jego roli w rozwoju bomby atomowej. Film został sfinansowany i dystrybuowany przez Universal Pictures, co czyni go pierwszym filmem fabularnym Nolana od czasu Memento, który nie został nakręcony dla Warner Bros z powodu różnicy zdań w kwestii jednoczesnej emisji swoich filmów w kinach i na HBO Max. Film otrzymał uznanie krytyków, stając się jednym z najwyżej ocenianych filmów Nolana. Oppenheimer zarobił na całym świecie ponad 975 milionów dolarów, co czyni go trzecim najbardziej dochodowym filmem 2023 roku. Wśród licznych wyróżnień, Nolan zdobył Oscary za najlepszą reżyserię i najlepszy film.
Następnym filmem Nolana ma być Odyseja, która w kinach pojawić ma się w lipcu 2026 roku. Christopher po raz kolejny współpracować będzie z Universal Pictures, aby zekranizować Odyseję Homera. W głównych rolach wystąpić mają między innymi: Matt Damon, Tom Holland, Zendaya, Anne Hathaway, Lupita Nyong'o, Robert Pattinson, Charlize Theron i Jon Bernthal. Zdjęcie mają rozpocząć się w marcu, a film kręcony będzie na „owczej wyspie", Favignanie, leżącej przy Sycylii. Według naukowców to na tym terenie odbywać się miała podróż Odyseusza w eposie Homera. Oprócz tego, zdjęcia kręcone będą w Maroku oraz w innych regionach Włoch.

## Kariera
Pierwszy krótkometrażowy film (Tarantella) zrealizował w 1989. W długim metrażu debiutował kryminałem Śledząc, w 1998. Dwa lata później nakręcił Memento, eksperymentalny thriller psychologiczny, dzięki któremu stał się znany w filmowym świecie. Scenariusz Memento, napisany przez Nolana i jego brata Jonathana, został nominowany do Oscara. Kolejny jego film, thriller Bezsenność (remake norweskiej Insomnii z 1997) – rozgrywający się na Alasce, w czasie lata polarnego i zrealizowany w gwiazdorskiej obsadzie (Al Pacino, Robin Williams, Hilary Swank) – także zebrał sporo pochwał.
Wyreżyserował trzy filmy z cyklu o Batmanie z Christianem Bale’em w roli tytułowej – Batman: Początek (2005), Mroczny Rycerz (2008) i Mroczny Rycerz powstaje (2012).

## Tworzenie filmu

### Styl
Nolan jest uważany za twórcę kina autorskiego. Z wizualnego punktu widzenia, często wykorzystuje sceny miejskie, mężczyzn w garniturach, przytłumione kolory, sceny dialogowe w szerokim zbliżeniu z płytką głębią ostrości i nowoczesne lokalizacje i architekturę. Estetyka reżysera sprzyja głębokim, sugestywnym cieniom, oświetleniu w stylu dokumentalnym, naturalnym ustawieniom i rzeczywistym lokacjom filmowym w pracy studyjnej. Nolan zauważył, że wiele jego filmów jest pod silnym wpływem filmu noir. Nieustannie eksperymentował z elementami metafikcyjnymi, przesunięciami czasowymi, eliptycznymi cięciami, solipsyczną perspektywą, nielinearną narracją, labiryntami i łączeniem stylu i formy. Mówiąc o Drzewie życia (2011), Nolan mówił o pracy Terrence’a Malicka i o tym, jak wpłynęło to na jego własne podejście do stylu: „Kiedy myślisz o wizualnym stylu, kiedy myślisz o wizualnym języku filmu, tam jest naturalny podział stylu wizualnego i elementów narracyjnych. Ale u wielkich gwiazd, czy to Stanley Kubrick, czy Terrence Malick czy Hitchcock, to, co widzisz, jest nierozłącznym, żywotnym związkiem między obrazem a opowieścią, którą przedstawia”.

Mapa przedstawiająca strukturę Memento (2000)

Zwracając uwagę na samoistną manipulację naturą medium, Nolan używa technik narracyjnych i stylistycznych (zwłaszcza autotematyzmu i rekursji), aby stymulować widza do zadawania sobie pytania, dlaczego jego filmy są połączone w taki sposób i dlaczego filmy wywołują konkretne reakcje. Czasami wykorzystuje edytowanie jako sposób reprezentowania stanów psychicznych postaci, łączących ich podmiotowość z widownią. Na przykład w Memento fragmentaryczna sekwencyjna kolejność scen ma na celu przybliżenie widzów do podobnego doświadczenia z wadliwą zdolnością Leonarda do tworzenia nowych długotrwałych wspomnień. W Prestiżu seria magicznych sztuczek i tematyka dwoistości i oszustwa odzwierciedlają strukturalną narrację filmu. Jego styl pisania zawiera wiele technik opowiadania, takich jak retrospekcje, przesunięcia punktów widzenia i niewiarygodnych narratorów. Sceny często są przerywane przez niekonwencjonalny styl edycji, który szybko odcina się od money shot (lub niemalże wycinając dialogi z postaciami) i wprowadzając montaż równoległy w celu osiągnięcia kulminacji. W 2017 roku wspomniany teoretyk filmowy i historyk David Bordwell napisał o fascynacji Nolana subiektywnym opowiadaniem i montażem równoległym: „Rzadko zdarza się, żeby główny reżyser tak skupiał się na odkrywaniu konkretnej serii technik opowiadania. Nolan wkracza z filmu na film, na kilku technikach narracyjnych, znajdując nowe możliwości w tym, z czym większość reżyserów radzi sobie rutynowo. Wydaje mi się, że jest to bardzo przemyślany, prawie teoretyczny reżyser w jego fascynacji z obracaniem pewnych konwencji w ten sposób, a tym, aby ujawnić ich nieoczekiwane możliwości”.
Nolan podkreślił również znaczenie ustanawiania w swoich filmach wyraźnego punktu widzenia i często korzysta z „ujęcia, które podąża za bohaterem, ponieważ [...] prowadzi [widza] w taki sposób, w jaki postać się porusza”. Wykorzystał również techniki cinéma-vérité (takie jak ręczna kamera), aby wprowadzić realizm. W wywiadzie udzielonym w Film Society of Lincoln Center, wyjaśnił swój nacisk na realizm w trylogii „Mroczny Rycerz”: „Starasz się, aby publiczność zainwestowała w rzeczywistość kinową. Kiedy mówię o rzeczywistości w tych filmach, często jest to błędne rozumienie jako bezpośrednia rzeczywistość; jest to kinowa rzeczywistość”.
W filmie Nolana we współpracy z kompozytorem Davidem Julyanem występowały powolne i atmosferyczne partytury z minimalistycznymi wyrazami i teksturami ambientowymi. W połowie 2000 roku, zaczynając od Batman: Początek, Nolan zaczął współpracę z Hansem Zimmerem, znanym z integracji muzyki elektronicznej z tradycyjną orkiestrą. Z Zimmerem, dźwięki w filmach Nolana przekształciły się w coraz bardziej bujne, kinetyczne i eksperymentalne. Przykładem tego jest główny motyw z Incepcji, który pochodzi od spowolnionej wersji utworu Édith Piaf Non, je ne regrette rien. Do 2014 roku w Interstellar, Zimmer i Nolan chcieli iść w nowym kierunku: „Tekstury, muzyka i dźwięki, i coś, co tworzymy, jest jakby trochę przesączone w filmach innych ludzi, więc nadszedł czas, aby ponownie się zorientować”. Partytura do Dunkierki (2017) została napisana, aby pomieścić słuchową iluzję tonem Sheparda. Ponadto wzbogacona jest ona o nagranie Nolana własnego zegarka kieszonkowego, który wysłał do Zimmera w celu zsyntetyzowania. Odpowiadając na krytykę na jego „eksperymentalny” mix dźwięku dla Interstellar, Nolan powiedział: „Zawsze uwielbiałem filmy, które podchodzą do dźwięku w impresjonistyczny sposób i to jest niezwykłe podejście dla mainstreamowego blockbustera [...] Nie zgadzam się z pomysłem, że przejrzystość można osiągnąć tylko poprzez dialog. Klarowność opowieści, jasność emocji – staram się osiągnąć w bardzo warstwowy sposób przy użyciu wszystkich różnych rzeczy do mojej dyspozycji – obrazu i dźwięku”.

### Metody
„Filmy są subiektywne – co lubisz, czego nie lubisz, ale dla mnie rzeczą absolutnie jednoczącą jest pomysł, że za każdym razem idę do kina i płacę moje pieniądze, usiądę i oglądam film, chcę poczuć, że ludzie, którzy zrobili ten film myślą, że to najlepszy film na świecie, że wlali do niego wszystko i naprawdę go kochają. Niezależnie od tego, czy zgadzam się z tym, co zrobili, chcę tego wysiłku – chcę tę szczerość. A kiedy nie czujesz tego, to jedyny raz, kiedy czuję, że tracę czas na filmy.”.

Nolan opisał swój proces tworzenia filmu jako połączenie intuicji i geometrii. „Rysuję wiele diagramów, gdy pracuję, na przykład dużo myślę o rycinach Eschera, co uwalnia mnie od znalezienia modelu matematycznego czy modelu naukowego. Będę rysował obrazy i diagramy ilustrujące ruch lub rytm, jakie mi towarzyszyły”. Fizyk i noblista z Caltech, Kip Thorne, porównał „głęboką” intuicję Nolana do tej naukowców, takich jak Albert Einstein, zauważając, że reżyser intuicyjnie pojmuje to, czego nie rozumieją naukowcy. Na własną decyzję, czy rozpocząć prace nad projektem, twórca opowiedział się za szczerością swej pasji do czegoś w ramach danego projektu jako podstawy jego selektywnej myśli.
Preferuje filmowanie na filmie cyfrowym (Digital video) sprzeciwiając się używaniu Digital intermediate i Digital cinematography, które uważa za mniej wiarygodne i oferujące niższą jakość obrazu. W szczególności reżyser opowiada się za użyciem wysokiej jakości filmów o większym formacie, takich jak anamorficzne 35 mm, VistaVision, 65 mm i IMAX. Nolan używa multi kamerowego ustawienia do akrobacji i pojedynczej kamery do wszystkich dramatycznych akcji. „Kręcenie pojedynczą kamerą oznacza, że widziałem już każdą klatkę, gdy przechodzi ona przez gate, ponieważ moja uwaga nie jest podzielona na tzw. multi-camera setup”.
Pracując z aktorami, Nolan woli dać im czas, aby wykonali tyle zabiegów w danej scenie, ile tylko chcą. „Zdałem sobie sprawę, że oświetlenie i ustawienia aparatu, techniczne rzeczy, zajmują cały czas, ale na prowadzenie innej sceny zazwyczaj daje się tylko kilka minut. Jeśli aktor mówi mi, że mogą zrobić coś więcej ze sceną, daję im szansę, bo to nie będzie kosztowało tyle czasu. Kwestie techniczne to nie wszystko”. Gary Oldman pochwalił reżysera za odprężającą atmosferę na planie, dodając „nigdy nie widziałem jak podnosi głos na kogokolwiek”. Zauważył również, że Nolan daje przestrzeń aktorom „na znalezienie rzeczy na scenie”, a nie tylko dawanie reżyserskich wskazówek.
Nolan decyduje się na minimalizację ilości wygenerowanych komputerowo efektów specjalnych. Preferuje praktyczne efekty wszędzie tam, gdzie tylko jest to możliwe, używając CGI, tylko do poprawy elementów, które już nakręcił kamerą. Na przykład jego filmy Batman: Początek, Incepcja i Interstellar wyróżniały odpowiednio 620, 500 i 850 efektów wizualnych, które są uważane za nieznaczne w porównaniu z filmami epoki wizualnych efektów, które mogą wynosić od 1500 do 2000 zdjęć VFX: „Wierzę w absolutną różnicę między animacją a fotografią. Jakkolwiek wyrafinowane są twoje wygenerowane obrazy, jeśli zostały stworzone bez fizycznych elementów i nic nie nakręciłeś, będzie wyglądało jak animacja. W filmie efektów wizualnych występują zazwyczaj dwa różne cele. Jednym z nich jest oszukać widza widzącego coś bez szwów, i tak próbuję tego używać. Drugim jest zaimponowanie publiczności kwotą pieniędzy wydaną na widowisko efektów wizualnych, a to mnie nie interesuje”.
Nolan kręci swój film z jedną ekipą, nie używa drugiej ekipy w celu przyspieszenia zdjęć. W ten sposób Nolan zachowuje swoją osobowość i swój punkt widzenia w każdym aspekcie filmu. „Jeśli nie muszę kierować zdjęciami, które pojawiają się w filmie, to dlaczego w ogóle mam być? Każde ujęcie jest tak samo ważne. Wiele filmów akcji powstaje z użyciem drugiej ekipy, która bierze na siebie całą akcję. Dla mnie to dziwne, bo dlaczego miałbyś wobec tego robić film akcji?”. Nolan, tajemniczy twórca filmowy, jest znany ze swojego ścisłego zabezpieczenia scenariuszy. Poszedł tak daleko, że ustnie mówił aktorom o zakończeniu filmu Mroczny Rycerz powstaje, aby uniknąć wycieków, a także trzymał fabułę filmu Interstellar w tajemnicy przed swoim kompozytorem, Hansem Zimmerem.
Reżyser celowo pracuje w ścisłym harmonogramie na wczesnych etapach procesu edytowania, zmuszając samego siebie i swojego redaktora do pracy bardziej spontanicznej. „Zawsze myślę, że edycja jest instynktowna czy impresjonistyczna; nie myśląc zbyt wiele czuję to bardziej”. Nolan unika też korzystania z muzyki tymczasowej podczas montażu swoich filmów.

### Tematyka

Labirynty, niemożliwe konstrukcje i paradoksy często pojawiają się w pracy Nolana. Schody Penrose’a ukazały się w Incepcji jako przykład niemożliwych przedmiotów, które mogą powstać w światach ze świadomego śnienia.

Prace Nolana badają tematy egzystencjalne, etyczne i epistemologiczne, takie jak doświadczenie subiektywne, zniekształcanie pamięci, ludzka moralność, natura czasu, przyczynowość i budowanie tożsamości osobistej. „Jestem zafascynowany naszym subiektywnym postrzeganiem rzeczywistości, że wszyscy tkwimy w bardzo specyficznym punkcie widzenia, osobliwym spojrzeniu na to, co wszyscy uznajemy za obiektywną rzeczywistość, a filmy są jednym ze sposobów, w jaki staramy się widzieć rzeczy z tego samego punktu widzenia”. Krytyk filmowy Tom Shone opisywał twórczość Nolana jako „epistemologiczne thrillery, których bohaterowie, uchwyceni pragnieniem ostatecznych odpowiedzi, muszą negocjować okropne stanowiska w których prawda jest zawsze poza ich zasięgiem”. W eseju zatytułowanym Racjonalne cuda Christophera Nolana krytyk filmowy Mike D’Angelo twierdzi, że filmowiec jest materialistą zajmującym się zgłębianiem cudów świata przyrody. „U podstaw niemal każdego filmu, jaki kiedykolwiek powstał, bez względu na to, jak fantazyjny, leży jego przekonanie, że wszechświat można w całości wytłumaczyć procesami fizycznymi”.
Jego bohaterowie są często zakłóceni emocjonalnie, obsesyjni i moralnie niejednoznaczni, stawiający czoła lękom i lękom samotności, winy, zazdrości i zachłanności, a także szerszym tematom korupcji i konspiracji. Poprzez ugruntowanie „codziennej nerwicy – naszego codziennego rodzaju lęku i nadziei dla siebie samych” we wzbogaconej rzeczywistości Nolan czyni ich bardziej dostępnymi dla powszechnej publiczności. Bohaterowie filmów Nolana często kierują się przekonaniami filozoficznymi, a ich los jest niejednoznaczny. W niektórych swoich filmach bohater i antagonista są swoimi wzajemnymi lustrzanymi obrazami, punktami, które antagonista przedstawia protagoniście. Nolan poprzez te zderzenia ideologii podkreśla ambiwalentną naturę prawdy. Reżyser wykorzystuje także swoje życiowe doświadczenia jako inspirację w swojej twórczości: „Z twórczego punktu widzenia proces dorastania, dojrzewania, zawierania małżeństw, wychowywania dzieci, próbowałem to wykorzystać w swojej pracy. Starałem się zawsze kierować tym, co jest dla mnie ważne”. Oliver Lyttelton wyróżnił rodzicielstwo jako charakterystyczny dla Nolana motyw w jego twórczości, dodając: „Reżyser unika mówienia o swoim życiu prywatnym, ale ojcostwo znalazło się w emocjonalnym sercu niemal wszystkiego, co zrobił, przynajmniej z początków twórczości Batmana (poprzednie filmy, należy powiedzieć, poprzedzone narodzinami jego dzieci)”.
Najważniejszym powracającym tematem Nolana jest pojęcie czasu. Reżyser zauważył, że wszystkie jego filmy „mają dziwny związek z czasem, zwykle w sensie strukturalnym, ponieważ zawsze interesowała mnie podmiotowość czasu”. Pisząc dla Filozofii Filmowej, Emma Bell zwróciła uwagę na to, że postacie w Incepcji nie podążają dosłownie w czasie, „uciekają raczej od czasu, będąc w nim dotkniętym – budując złudzenie, że czas nie minął i nie mija teraz. Czują się oni w czasie boleśnie: chętnie i świadomie niszcząc swoje doświadczenia poprzez tworzenie wielorakich, jednoczesnych egzystencji”. W Interstellar Nolan badał prawa fizyki jako reprezentowane w teorii generalnej względności Einsteina, identyfikując czas jako antagonistę filmu. Rzeczywistość jest często abstrakcyjną i kruchą koncepcją w twórczości Nolana. Alec Price i M. Dawson z Left Field Cinema zauważyli, że kryzys egzystencjalny skonfliktowanych postaci męskich „walczących ze śliską naturą tożsamości” jest tematem dominującym w twórczości Nolana. Rzeczywisty (lub obiektywny) świat ma mniejsze znaczenie niż sposób, w jaki przyjmujemy i pamiętamy, i to właśnie ta stworzona (lub subiektywna) rzeczywistość ma naprawdę znaczenie. „Tylko w umyśle i sercu znajduje się poczucie trwałości i równowagi”. Według teoretyka filmowego Todda McGowana, te „stworzone realia” ujawniają również etyczne i polityczne znaczenie tworzenia fikcji i kłamstw. Filmy Nolana z reguły oszukują widzów o wydarzeniach i motywacjach bohaterów, ale nie porzucają całkowicie idei prawdy. Zamiast tego, „pokazują nam one, jak prawda musi się wydostawać z kłamstwa, jeśli nie ma prowadzić nas całkowicie na manowce”. McGowan dalej twierdzi, że Nolan jest pierwszym filmowcem, który całkowicie poświęcił się iluzji medium, nazywając go hegijskim filmowcem. Zwrócił również uwagę, że retrocesja jest obecna w wielu filmach Nolana.
Trylogia Mrocznego Rycerza poruszyła tematy chaosu, terroryzmu, eskalacji przemocy, manipulacji finansowych, utylitaryzmu, masowej inwigilacji i konfliktów klasowych. Łuk wznoszenia się Batmana (filozoficznie) z człowieka do „czegoś więcej niż tylko człowieka”, jest podobny do idei nadczłowieka Nietzschego. Filmom towarzyszą także idee podobne do filozoficznej gloryfikacji Rousseau’owskiego prostszego, bardziej emocjonalnego sposobu życia i koncepcji woli powszechnej. Teoretyk Douglas Kellner uznał ten cykl za krytyczną alegorię epoki Busha-Cheneya, podkreślającą temat korupcji rządowej i nierozwiązania problemów społecznych, a także filmowy spektakl i ikonografię związaną z 11 września. W Incepcji Nolan inspirował się świadomym śnieniem i inkubacją snów. Bohaterowie filmu starają się osadzić ideę w umyśle człowieka bez jego wiedzy, podobnie jak teorie Freuda, że nieświadomość wpływa na zachowanie człowieka bez jego wiedzy. Większość filmu rozgrywa się we wzajemnie powiązanych światach marzeń, tworząc tym samym ramy, w których działania w realnych (lub sennych) światach przetaczają się między innymi. Marzenie to zawsze jest w stanie wyłaniania się, przesuwając się pomiędzy poziomami, w miarę jak bohaterowie poruszają się po nim. Incepcja, podobnie jak Memento i Prestiż, wykorzystuje metaleptyczne narzędzia opowiadania historii i podąża za autorskim pokrewieństwem przekształcania, co więcej, zbieżności wartości narracyjnych i poznawczych w fabularną historię i wewnątrz niej.

### Wpływ

Nolan wspominał M.C. Eschera jako osobę, która wywarła na niego znaczny wpływ

Autor często wymienia holenderskiego grafika M.C. Eschera, jako mającego duży wpływ na jego twórczość. „Jestem bardzo zainspirowany grafikami M.C. Eschera; połączenia między pomiędzy sztuką i nauką, sztuką i matematyką, zacierające się granice między nimi, są bardzo ciekawe. „Inną inspiracją jest argentyński pisarz Jorge Luis Borges. Reżyser nazwał Memento „dziwnym kuzynem” opowiadania Borgesa Funes el memorioso i powiedział: „Myślę, że jego pisarstwo naturalnie nadaje się do interpretacji filmowej, ponieważ chodzi o wydajność i precyzję, o szkielet idei”.
Nolan przytoczył: Stanleya Kubricka, Michaela Manna, Terrence’a Malicka, Orsona Wellesa, Fritza Langa, Nicolasa Roega, Sidneya Lumeta, Davida Leana, Ridleya Scotta, Terry’ego Gilliama i Johna Frankenhaimera. Ulubione filmy Nolana to: Łowca androidów (1982), Gwiezdne wojny (1977), Człowiek, który chciał być królem (1975), Lawrence z Arabii (1962), Chinatown (1974) i 2001: Odyseja kosmiczna (1968). W 2013 roku, Criterion Collection opublikował listę dziesięciu ulubionych filmów Nolana z ich katalogu, wśród których znalazły się: The Hit (1984), Dwunastu gniewnych ludzi (1957), Cienka czerwona linia (1998), Testament doktora Mabuse (1933), Bad Timing (1980), Wesołych świąt, pułkowniku Lawrence (1983), For All Mankind (1989), Koyaanisqatsi (1982), Pan Arkadin (1955) i Chciwość (1924). Jest również wielkim fanem filmów Jamesa Bonda.
Nawykiem Nolana jest stosowanie nieliniowych opowieści fabularnych. Powstał on szczególnie pod wpływem powieści Grahama Swifta Waterland, która w jego odczuciu „zrobiła niesamowite rzeczy z równoległymi ramami czasowymi i opowiedziała historię w różnych wymiarach, która była niezwykle spójna”. Wpływ na niego miał również język wizualny filmu Pink Floyd The Wall (1982) i struktura Pulp Fiction (1994). Stwierdził, że „był zafascynowany tym, co zrobił Tarantino”. Piekło Dantego, Labirynt i Minotaur również miały wpływ na Incepcję. Jeśli chodzi o Interstellar, Nolan wspomniał o szeregu wpływów literackich, w tym Flatlandia Edwina Abbotta Abotta, The Wasp Factory Iaina Banksa i Pułapki czasu pisarki Madeleine L’Engle. Do innych wpływów zaliczyć należy figuratywnego malarza Francisa Bacona, architekta Ludwiga Mies van der Rohe, a także autorów Raymonda Chandlera, Jamesa EllRoya, Jima Thompsona i Charlesa Dickensa (Opowieść o dwóch miastach miała główny wpływ na film Mroczny Rycerz powstaje).

## Poglądy na przemysł filmowy
Christopher Nolan jest głośnym orędownikiem dalszego wykorzystywania taśmy filmowej zamiast cyfrowych formatów nagrań i projekcji. Wyraża swoje przekonania mówiąc: „Nie jestem zaangażowany w filmowanie z nostalgii. Jestem za wszelkiego rodzaju innowacjami technicznymi, ale muszą one wykraczać poza to, co się działo wcześniej i do tej pory nic nie przekroczyło tego, co miało miejsce wcześniej”. Nolan jest zaniepokojony tym, że przyjęcie formatów cyfrowych przez przemysł filmowy wynikało wyłącznie z czynników ekonomicznych, a nie z faktu, że cyfrowy jest lepszym medium do nagrywania. Powiedział: „Sądzę, że zgodnie z prawdą, sprowadza się to raczej do ekonomicznego interesu producentów i przemysłu, który poprzez zmiany zarabia więcej pieniędzy niż poprzez utrzymanie status quo”.

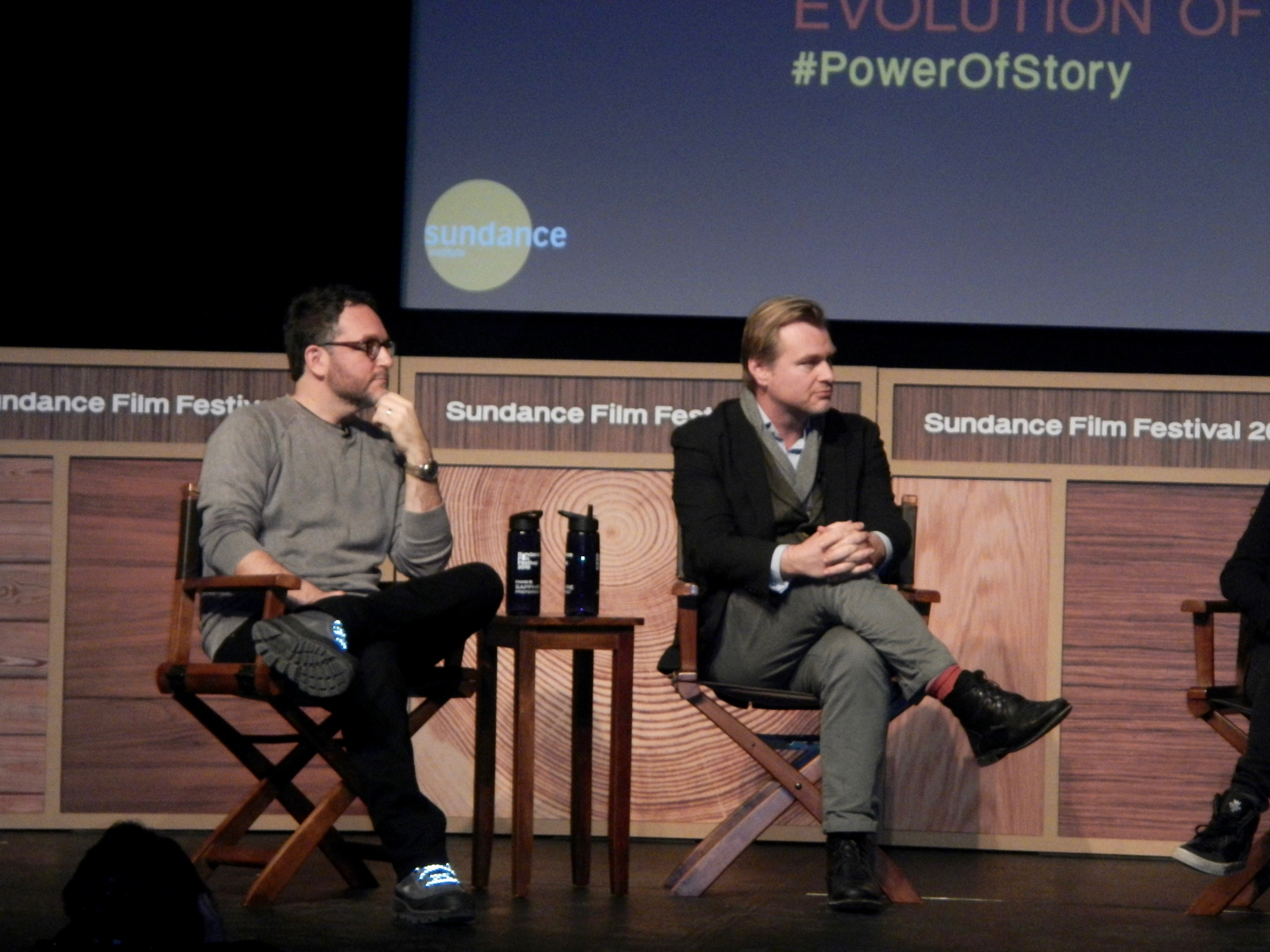
Nolan (po prawej) i reżyser Colin Trevorrow omawiający znaczenie filmu podczas festiwalu filmowego w Sundance w 2016 roku

Krótko przed Bożym Narodzeniem 2011 roku Nolan zaprosił kilku wybitnych reżyserów, w tym Edgara Wrighta, Michaela Baya, Bryana Singera, Jona Favreaua, Eliego Rotha, Duncana Jonesa i Stephena Daldry’ego, do teatru IMAX firmy Universal CityWalk na prywatny pokaz pierwszych sześciu minut filmu Mroczny Rycerz powstaje, nakręconego na filmie IMAX i zmontowanego z oryginalnego negatywu kamery. Nolan wykorzystał tę projekcję do pokazania wyższości formatu IMAX nad cyfrowym i ostrzegł filmowców, że jeśli nie będą nadal twierdzić, że w swoich produkcjach wybierają sposób wykorzystania filmu, hollywoodzkie studia filmowe zaczną stopniowo wycofywać się z użycia filmu na rzecz technologii cyfrowej. Nolan wyjaśnił: „Chciałem dać im szansę zobaczenia potencjału, bo myślę, że IMAX jest najlepszym formatem filmu, jaki kiedykolwiek został wynaleziony. To złoty standard i to to, co każda inna technologia musi dopasować do siebie, ale moim zdaniem żadna z nich nie ma. Chciałem powiedzieć, że nikt nie zabiera żadnych aparatów cyfrowych. Ale jeśli chcemy, aby film był nadal brany pod uwagę jako opcja, a ktoś pracuje nad filmem studyjnym z zasobami i mocą peswadowania na powstanie filmu, powinien to powiedzieć. Czułem, że nic nie mówię, a potem zaczęliśmy tracić tę opcję, to wstyd. Kiedy patrzę na cyfrowo uzyskany i rzutowany obraz, wygląda on na gorszy od oryginalnego negatywu lub wydruku anamorficznego IMAX. Nolan pożyczył soczewki IMAX z osobistej kolekcji innym reżyserom do wykorzystania w filmach takich jak Gwiezdne wojny: Przebudzenie Mocy (2015).
Nolan jest także orędownikiem istoty filmów pokazywanych w dużych kinach kinowych w odróżnieniu od domowych formatów wideo, ponieważ uważa, że „Ekran kinowy jest dla branży filmowej tym, czym są koncerty na żywo dla przemysłu muzycznego: nikt nie idzie na koncert, aby posłuchać MP3 granego na pustej scenie”. W 2014 roku Christopher Nolan napisał artykuł dla „The Wall Street Journal”, w którym wyraził obawę, że w miarę jak przemysł filmowy rezygnuje z taśmy filmowej na rzecz cyfrowych formatów, różnica między oglądaniem filmów w kinach a filmów w innych formatach będzie zanikać, nie dając widzom motywacji do szukania teatralnego doświadczenia. Nolan wyraził również obawę, że dzięki cyfryzacji treści teatry w przyszłości będą mogły śledzić najlepiej sprzedające się filmy i odpowiednio dostosowywać swoje programy; taki proceder będzie faworyzował duże, bardzo reklamowane filmy wielkich studiów, ale będzie marginalizował obrazy mniejsze, nowatorskie i niekonwencjonalne. Aby temu przeciwdziałać, Nolan uważa, że przemysł filmowy powinien skoncentrować się na doskonaleniu doświadczenia teatralnego poprzez większe i piękniejsze formaty prezentacji, do których nie ma dostępu ani możliwości reprodukcji w domu, a także na wspieraniu nowego pokolenia aspirujących młodych, innowacyjnych twórców filmowych.

## Stali współpracownicy
Emma Thomas współtworzyła wszystkie jego filmy (w tym Memento, w którym została uznana za producenta powiązanego). Nolan regularnie pracuje z bratem, Jonathanem Nolanem (twórcą Impersonalnych i Westworld), który opisuje ich pracownicze relacje w dokumentach produkcyjnych nad Prestiżem: „Zawsze podejrzewałem, że ma to coś wspólnego z faktem, że on jest leworęczny i ja jestem praworęczny, bo w jakiś sposób potrafi spojrzeć na moje pomysły i odwrócić je w taki sposób, że są trochę bardziej skręcone i interesujące. Świetnie jest, że mogę z nim pracować”. Pracując przy odrębnych projektach, bracia zawsze konsultują się ze sobą.

„Jako reżyser jestem rodzajem ludzkiej soczewki, przez którą koncentrują się wszystkie wysiłki. Dużą częścią mojej pracy jest podejmowanie decyzji o tym, jak wielkie talenty, z którymi pracuję, połączyć w jedną świadomość”.

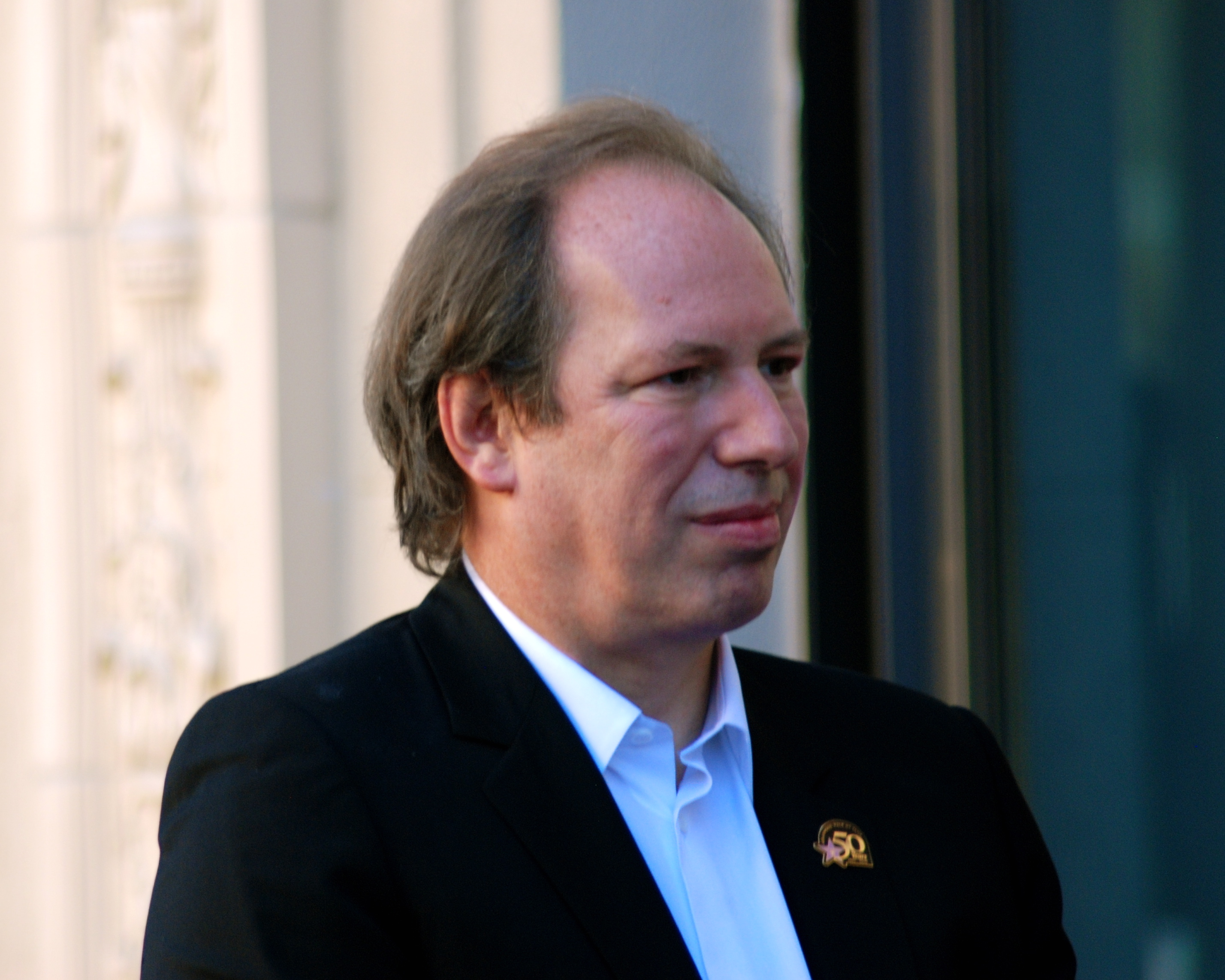
Kompozytor Hans Zimmer, jeden z najczęstszych współpracowników Nolana

Reżyser współpracował ze scenarzystą Davidem S. Goyerem podczas wszystkich jego adaptacji do komiksu. Wally Pfister był operatorem wszystkich filmów Nolana od Memento do Mroczny Rycerz powstaje. Rozpoczynając swoją karierę jako reżyser, Pfister powiedział: „Największą lekcją, której się nauczyłem od Chrisa Nolana było zachowanie mojej pokory. Jest on absolutnym dżentelmenem na planie i jest cudowny dla wszystkich – od aktorów do całej załogi, traktuje wszystkich z szacunkiem”. Lee Smith był montażystą filmów Nolana od czasów Batman: Początek, a Dody Dorn montował Memento i Bezsenność. David Julyan skomponował muzykę do wczesnych prac Nolana, a Hans Zimmer i James Newton Howard dostarczali mu muzykę dla Batman: Początek i Mrocznego Rycerza. Zimmer zagrał w Mroczny Rycerz powstaje i współpracował z Nolanem w kolejnych filmach. Zimmer powiedział, że jego twórczy związek z Nolanem jest wysoce współdziałający i uważa, że Nolan jest „współtwórcą wyniku”. Reżyser współpracował z projektantem dźwięku Richardem Kingem i mikserem dźwięku Edem Novickem od czasów Prestiżu. Nolan często współpracował z Chrisem Corbouldem, koordynatorem efektów specjalnych, koordynatorem kaskaderów Tomem Struthersem, pierwszym asystentem reżysera Nilo Otero i opiekunem efektów wizualnych Paulem Franklinem. Scenograf Nathan Crowley współpracował z nim od czasów Bezsenności (z wyjątkiem Incepcji). Nolan nazwał Crowleya jednym z jego najbliższych i najbardziej inspirujących twórczych współpracowników. Reżyser castingowy John Papsidera pracował nad wszystkimi filmami Nolana, z wyjątkiem Śledząc i Bezsenności.
Christian Bale, Michael Caine, Cillian Murphy i Tom Hardy byli częstymi współpracownikami od połowy 2000 roku. Caine jest najbardziej płodnym współpracownikiem Nolana, pojawił się w siedmiu jego filmach i uważany przez Nolana za „czar szczęścia”. W zamian Caine opisuje Nolana jako „jednego z największych reżyserów kina”, porównując go korzystnie z takimi jak David Lean, John Huston czy Joseph L. Mankiewicz. Nolan jest także znany z obsady gwiazd z lat 80. w swoich filmach, tj. Rutger Hauer (Batman: Początek), Eric Roberts (Mroczny Rycerz), Tom Berenger (Incepcja) i Matthew Modine (Mroczny Rycerz powstaje). Modine powiedział o pracy z Nolanem: „Na planie zdjęciowym Nolana nie ma krzeseł. Kiedy wysiada z auta nie siada do czasu lunchu. Do czasu kiedy powie „kończymy” cały czas stoi. Jest w pełni zaangażowany – w każdym aspekcie”.

## Uznanie
Po nakręceniu jednych z najbardziej wpływowych i popularnych filmów swoich czasów twórczość Nolana jest bardzo „intensywnie przyjęta, analizowana i omawiana przez zwykłych fanów kina, krytyków i filmowców”. Według The Wall Street Journal, jego „umiejętność łączenia sukcesu box-office z artystyczną ambicją dała mu niezwykłą siłę przebicia w branży”. Geoff Andrew z Brytyjskiego Instytutu Sztuki Filmowej (BFI) i regularny współpracownik magazynu Sight & Sound, nazwał Nolana „perswazyjnie pomysłowym gawędziarzem”, wyróżniając go jako jednego z niewielu współczesnych twórców produkujących bardzo osobiste filmy w ramach hollywoodzkiego głównego nurtu. Zwrócił także uwagę, że filmy Nolana są tak samo godne uwagi ze względu na „znaczną wirtuozerię techniczną i wizualny nastrój”, jak i „genialną pomysłowość narracji i niezwykle dorosłe zainteresowanie złożonymi zagadnieniami filozoficznymi”. David Bordwell porównał Nolana do Stanleya Kubricka, powołując się na jego zdolność do przekształcania filmów gatunkowych w filmy artystyczne i eventowe. Scott Fundas z Variety ogłosił go „głównym opowieściarzem wielkiego formatu swego pokolenia”.
Wielu współczesnych mu twórców pochwaliło Nolana, a niektórzy wspominali, że jego twórczość ma wpływ na ich własną. Rupert Wyatt, reżyser Genezy Planety Małp (2011) powiedział w wywiadzie, że myśli o Nolanie jako „pionierze. Nolan jest ogromnie podziwiany jako mistrz filmowy, ale także ktoś, kto dał innym za sobą kij, by bili tych, którzy nigdy nie uważali, że współczesna publiczność masowa byłaby skłonna ogarnąć opowieść i postaci równie widowiskowe”. Michael Mann pochwalił Nolana za „osobliwą wizję” i nazwał go „kompletnym autorem”. Nicolas Roeg powiedział o Nolanie: „Jego filmy mają magię. Nolan pracuje na arenie komercyjnej, a mimo to jest coś bardzo poetyckiego w jego twórczości”. Martin Scorsese zidentyfikował Nolana jako filmowca, który potrafi połączyć „niesamowity umysł” z „pięknie zrealizowanymi filmami na wielką skalę”, z kolei Luca Guadagnino nazwał go jednym z największych autorów.
Olivier Assayas powiedział, że podziwiał Nolana za „robienie filmów, które nie są niczym innym. Jak ja to widzę, ma on autentyczny głos”. Omawiając różnicę między filmami artystycznymi a filmami wielkich wytwórni, Steven Spielberg jako przykład obydwu podał przykład Nolanowskiego Mrocznego Rycerza; opisał Memento i Incepcję jako „dzieła sztuki”. Damien Chazelle określił go "filmowcem któremu raz po raz udało się sprawić, że najbardziej pozornie bezosobowe projekty, jak epickie filmy superbohaterskie czy film o podróży w głąb umysłu stają się mocno osobiste". Denis Villeneuve natomiast powiedział: "On jest bardzo imponującym filmowcem, ponieważ jest w stanie zachować swoją tożsamość i stworzyć swój własny wszechświat w tak szerokim zakresie… Wprowadzać intelektualne koncepcje w takim zakresie na ekran i w tej chwili – to bardzo rzadkie. Z każdym kolejnym filmem mam więcej podziwu dla jego pracy." Nolana chwalili również James Cameron, Guillermo del Toro, Matt Reeves, Danny Boyle, Wong Kar-Wai, Steven Soderbergh, Sam Mendes, Werner Herzog, Matthew Vaughn, Paul Thomas Anderson, Paul Greengrass, Rian Johnson i inni. Słynny krytyk filmowy Mark Kermode pochwalił reżysera za to, że wniósł do hollywoodzkich blockbusterów „dyscyplinę i etykę niezależnej produkcji filmowej”, nazywając go „Żywym dowodem na to, że nie trzeba odwoływać się do najmniejszego wspólnego mianownika, aby przynosić zyski”.
W 2007 roku TotalFilm przyznał Nolanowi miano 32. największego reżysera wszech czasów, a w 2012 roku na łamach The Guardiana zajął 14. miejsce na liście „The 23 Best Film Directors in the World”. W 2013 roku ankieta przeprowadzona wśród 17 badaczy filmowych pokazała, że Nolan jest jednym z najbardziej udanych reżyserów w Wielkiej Brytanii. Prace Nolana zostały również uznane mające wpływ na gry wideo. Renomowany twórca gier wideo Hideo Kojima porównał Dunkierkę do własnej pracy: „Jego podejście do technologii w produkcji filmowej i odmowa pokazania pokonywania wrogów jako obrazu wojennego, przypomina mi pod wieloma względami moją pracę nad Metal Gear i gdzie mam nadzieję zobaczyć moją kolejną”. W 2015 roku, Time wyróżnił Nolana jako jednego z 100 najbardziej wpływowych ludzi na świecie.

### Nagrody i wyróżnienia
Jako pisarz i reżyser wielu filmów fabularnych i akcji, Nolan został uhonorowany nagrodami i nominacjami przyznanymi przez World Science Fiction Society (Nagrody Hugo), Science Fiction and Fantasy Writers of America (Nagrody Nebula) oraz Academy of Science Fiction, Fantasy & Horror Films (Nagrody Saturn).
Nolan pokazał się na festiwalu Slamdance w 1999 roku i zdobył nagrodę Black & White Award. W 2014 roku otrzymał z Festiwalu pierwszą w historii Nagrodę Założyciela. „Christopher Nolan przez cały okres swoich niesamowitych sukcesów stał mocno za społecznością filmową Slamdance. Mamy zaszczyt wręczyć mu inauguracyjną Nagrodę Założyciela Slamdance’ a”, powiedział prezes i współzałożyciel Peter Baxter. Na festiwalu Sundance w 2001 roku Nolan wraz z bratem Jonathanem zdobył nagrodę Waldo Salt Screenwriting Award za film Memento, a w 2003 roku otrzymał nagrodę Sonny’ego Bono Visionary Award na Międzynarodowym Festiwalu Filmoweym Palm Springs. Dyrektor wykonawczy festiwalu, Mitch Levine, powiedział: „Nolan w krótkim czasie jako reżyser fabularny zredefiniował i udoskonalił język kina”. W 2006 roku otrzymał tytuł naukowca honorowego UCL, a w 2017 roku uzyskał doktorat honoris causa w dziedzinie literatury.
W 2009 roku reżyser otrzymał Nagrodę Gubernatorów Amerykańskiego Towarzystwa Autorów Zdjęć Filmowych (American Society of Cinematographers Award). Przewodniczący ASC Daryn Okada powiedział: „Chris Nolan jest pełen talentu, który mistrzowsko wykorzystuje do tworzenia zapadających w pamięć obrazów filmowych. Jego poszukiwanie superlatywnych obrazów do opowiadania historii zasłużyło na uznanie naszych członków”. W 2011 r. otrzymał Brytyjską Nagrodę Brytyjskiej Nagrody za Doskonałość Artystyczną w Reżyserii Brytyjskiej Akademii Sztuk Filmowych i Telewizyjnych oraz Złotą Nagrodę Eddie ACE dla Filmowca Roku Amerykańskich Redaktorów Kina. W tym samym roku otrzymał również nagrodę Modern Master Award, najwyższe wyróżnienie Międzynarodowego Festiwalu Filmowego Santa Barbara. Dyrektor wykonawczy festiwalu Roger Durling stwierdził: „Każdy z filmów Nolana wyznaczył nowy standard dla środowiska filmowego, czego najnowszym przykładem jest Incepcja”. Ponadto Nolan został laureatem inauguracyjnej Nagrody Wizjonerskiej VES Visionary VES przyznawanej przez Stowarzyszenie Efektów Wizualnych. W lipcu 2012 roku został najmłodszym reżyserem uhonorowanym ceremonią hand-and-footprint w Teatrze Chińskim Graumana w Los Angeles.
Gildia Reżyserów Sztuki (ADG) wyróżniła Nolana nagrodą Cinematic Imagery Award w 2015 roku, wyróżnieniem przyznawanym tym, których twórczość „w znacznym stopniu wzmocniła wizualne aspekty filmowego doświadczenia”. Wybrany jako prelegent klasy 2015 na Uniwersytecie Princeton, „Nolan, bardziej niż producent filmowy, jest myślicielem i wizjonerem naszych czasów”, powiedziała współprzewodnicząca Class Day Hanna Kim. Nolan otrzymał Empire Inspiration Award podczas 20. Empire Awards. Reżyser został również uhonorowany retrospektywą w Centrum Sztuki Walker w Minneapolis. W dniu 3 maja 2017 r. Nolan otrzymał nagrodę FIAF 2017 przed specjalną 70-milimetrową projekcją filmu Interstellar w Teatrze Samuela Goldwyna w Beverly Hills.
W 2024 otrzymał tytuł szlachecki z rąk króla Karola III.

### Odznaczenia
- Odznaka Rycerza Kawalera – 2024[323][324]
- Commander Orderu Imperium Brytyjskiego – ogłoszenie 2018[325]

## Filmografia

### Działalność reżyserska
| Rok  | Tytuł                          | Działalność | Działalność | Działalność | Uwagi                                                               | Źródło  |
| Rok  | Tytuł                          | Reżyser     | Scenarzysta | Producent   | Uwagi                                                               | Źródło  |
| ---- | ------------------------------ | ----------- | ----------- | ----------- | ------------------------------------------------------------------- | ------- |
| 1989 | Tarantella                     | T           | T           | T           | Film krótkometrażowy.                                               |         |
| 1996 | Larceny                        | T           | T           | T           | Film krótkometrażowy.                                               |         |
| 1997 | Doodlebug                      | T           | T           | T           | Film krótkometrażowy.                                               |         |
| 1998 | Śledząc                        | T           | T           | T           | Pełnometrażowy debiut reżysera.                                     |         |
| 2000 | Memento                        | T           | T           | N           | Pierwszy film reżysera, który dostał nominacje do Oscarów           | [ 326 ] |
| 2002 | Bezsenność                     | T           | N           | N           | Remake norweskiego filmu Erika Skjoldbjærga Insomnia z 1997 roku.   | [ 327 ] |
| 2005 | Batman: Początek               | T           | T           | N           | Film superbohaterski.                                               | [ 328 ] |
| 2006 | Prestiż                        | T           | T           | T           | Film na podstawie powieści Christophera Priesta o tym samym tytule. | [ 329 ] |
| 2006 | Cinema16: European Short Films | T           | N           | N           | Film krótkometrażowy.                                               |         |
| 2008 | Mroczny Rycerz                 | T           | T           | T           | Film superbohaterski.                                               | [ 330 ] |
| 2010 | Incepcja                       | T           | T           | T           | Thriller science fiction.                                           | [ 331 ] |
| 2010 | Inception: Motion Comics       | N           | T           | N           | Motion comic                                                        |         |
| 2012 | Mroczny Rycerz powstaje        | T           | T           | T           | Film superbohaterski.                                               | [ 332 ] |
| 2013 | Człowiek ze stali              | N           | T           | T           | Film superbohaterski                                                | [ 333 ] |
| 2014 | Transcendencja                 | N           | N           | T           | Thriller science fiction.                                           | [ 334 ] |
| 2014 | Interstellar                   | T           | T           | T           | Film science fiction.                                               | [ 335 ] |
| 2015 | Quay                           | T           | T           | T           | Krótkometrażowy film dokumentalny                                   |         |
| 2017 | Dunkierka                      | T           | T           | T           | Film wojenny                                                        |         |
| 2020 | Tenet                          | T           | T           | T           | Thriller, akcja, sci-fi                                             |         |
| 2023 | Oppenheimer                    | T           | T           | N           | Film biograficzny                                                   |         |

### Inne projekty
| Rok  | Tytuł                                   | Działalność | Działalność | Działalność | Uwagi            |
| Rok  | Tytuł                                   | Producent   | Scenarzysta | Inne        | Uwagi            |
| ---- | --------------------------------------- | ----------- | ----------- | ----------- | ---------------- |
| 1997 | Fearville                               |             |             | T           | Operator kamery  |
| 1999 | Genghis Blues                           |             |             | T           | Asystent edytora |
| 2011 | These Amazing Shadows                   |             |             | On sam      | Dokument         |
| 2012 | Side by Side                            |             |             | On sam      | Dokument         |
| 2013 | Człowiek ze stali                       | T           | Fabuła      |             |                  |
| 2014 | Transcendencja                          | Wykonawczy  |             |             |                  |
| 2016 | Batman v Superman: Świt sprawiedliwości | Wykonawczy  |             |             |                  |
| 2016 | Cinema Futures                          |             |             | On sam      | Dokument         |

## Współpracownicy
Nolan znany jest z tego, że w filmach, które reżyseruje, często pojawiają się aktorzy mający już w dorobku rolę u niego. Wykazuje to poniższa tabela, uwzględniająca występy danych osób w jego filmach.
| Aktor                | Śledząc (1998) | Memento (2000) | Bezsenność (2002) | Batman: Początek (2005) | Prestiż (2006) | Mroczny Rycerz (2008) | Incepcja (2010) | Mroczny Rycerz powstaje (2012) | Interstellar (2014) | Dunkierka (2017) | Tenet (2020) | Oppenheimer (2023) |
| -------------------- | -------------- | -------------- | ----------------- | ----------------------- | -------------- | --------------------- | --------------- | ------------------------------ | ------------------- | ---------------- | ------------ | ------------------ |
| Christian Bale       |                |                |                   |                         |                |                       |                 |                                |                     |                  |              |                    |
| Michael Caine        |                |                |                   |                         |                |                       |                 |                                |                     |                  | T            |                    |
| Marion Cotillard     |                |                |                   |                         |                |                       |                 |                                |                     |                  |              |                    |
| Anne Hathaway        |                |                |                   |                         |                |                       |                 |                                |                     |                  |              |                    |
| Joseph Gordon-Levitt |                |                |                   |                         |                |                       |                 |                                |                     |                  |              |                    |
| Russ Fega            |                |                |                   |                         |                |                       |                 |                                |                     |                  |              |                    |
| Morgan Freeman       |                |                |                   |                         |                |                       |                 |                                |                     |                  |              |                    |
| Tom Hardy            |                |                |                   |                         |                |                       |                 |                                |                     |                  |              |                    |
| Larry Holden         |                |                |                   |                         |                |                       |                 |                                |                     |                  |              |                    |
| Mark Boone Junior    |                |                |                   |                         |                |                       |                 |                                |                     |                  |              |                    |
| Nicky Katt           |                |                |                   |                         |                |                       |                 |                                |                     |                  |              |                    |
| Colin McFarlane      |                |                |                   |                         |                |                       |                 |                                |                     |                  |              |                    |
| Cillian Murphy       |                |                |                   |                         |                |                       |                 |                                |                     |                  |              | T                  |
| John Nolan           |                |                |                   |                         |                |                       |                 |                                |                     |                  |              |                    |
| Gary Oldman          |                |                |                   |                         |                |                       |                 |                                |                     |                  |              | T                  |
| Andrew Pleavin       |                |                |                   |                         |                |                       |                 |                                |                     |                  |              |                    |
| Lucy Russell         |                |                |                   |                         |                |                       |                 |                                |                     |                  |              |                    |
| Jeremy Theobald      |                |                |                   |                         |                |                       |                 |                                |                     |                  |              |                    |
| Ken Watanabe         |                |                |                   |                         |                |                       |                 |                                |                     |                  |              |                    |

## Odbiór
| Tytuł                   | Rotten Tomatoes | Metacritic | BFCA   | CinemaScore | Budżet        | Box office      |
| ----------------------- | --------------- | ---------- | ------ | ----------- | ------------- | --------------- |
| Śledząc                 | 78%             | 60         | –      | –           | $6 tysięcy    | $48,4 tysięcy   |
| Memento                 | 92%             | 80         | 90/100 | –           | $4 milionów   | $39,7 miliona   |
| Bezsenność              | 92%             | 78         | 93/100 | B           | $46 milionów  | $113,7 miliona  |
| Batman: Początek        | 84%             | 70         | 91/100 | A           | $150 milionów | $374,2 miliona  |
| Prestiż                 | 76%             | 66         | 83/100 | B           | $40 milionów  | $109,6 miliona  |
| Mroczny Rycerz          | 94%             | 82         | 96/100 | A           | $185 milionów | $1,05 miliarda  |
| Incepcja                | 86%             | 74         | 94/100 | B+          | $160 milionów | $825,5 miliona  |
| Mroczny Rycerz powstaje | 87%             | 78         | 91/100 | A           | $250 milionów | $1,085 miliarda |
| Interstellar            | 71%             | 74         | 80/100 | B+          | $165 milionów | $675,1 miliona  |
| Dunkierka               | 93%             | 94         | 90/100 | A–          | $100 milionów | $334,6 miliona  |
| Tenet                   | 69%             | 69         | 80/100 | B           | $200 milionów | $365,3 miliona  |
| Oppenheimer             | 93%             | 89         | 84/100 | A           | $100 milionów | $956,1 miliona  |

W 2008 roku cztery z jego (wówczas sześciu) filmów pojawiło się w liście magazynu Empire 500 najlepszych filmów wszech czasów. W 2016 roku Memento, Mroczny Rycerz i Incepcja pojawiły się na liście 100 najlepszych filmów XXI wieku według plebiscytu krytyków BBC. Ponadto Memento i Mroczny Rycerz zostały dodane do Narodowego Rejestru Filmowego Stanów Zjednoczonych, co oznacza szczególną ochronę filmów i wprowadzenie ich do Biblioteki Kongresu jako dzieła „znaczące kulturowo, historycznie bądź estetycznie”.

## Życie prywatne

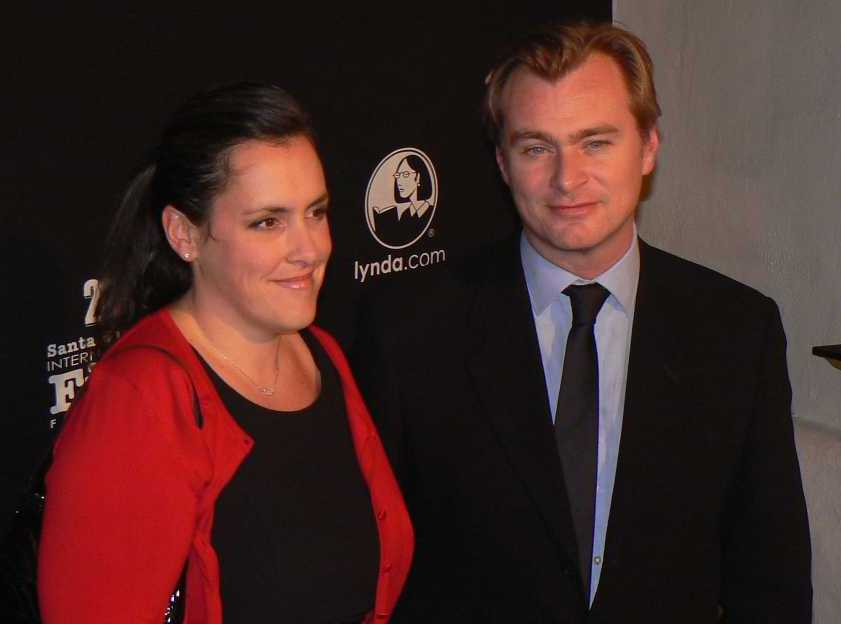
Nolan i jego żona Emma Thomas w styczniu 2011

Od 1997 jest żonaty z Emmą Thomas, producentką większości jego filmów. Poznali się w University College w Londynie, gdy Nolan miał 19 lat. Razem założyli firmę produkcyjną Syncopy Inc. Para ma czworo dzieci i mieszka w Los Angeles.
Chroniąc swoją prywatność, rzadko omawia swoje życie osobiste w wywiadach. Jednak publicznie podzielił się swoimi socjologicznymi problemami na przyszłość, takimi jak obecne warunki broni nuklearnej i kwestie środowiskowe, które według niego, muszą zostać rozwiązane. Wyraził również podziw dla naukowej obiektywności, chcąc by zostały stosowane „w każdym aspekcie naszej cywilizacji”.
Nolan woli nie używać telefonu komórkowego ani adresu e-mail. Mówi: „Nie chodzi o to, że jestem luddystą i nie lubię technologii; nigdy nie byłem tym zainteresowany [...] Kiedy przeniosłem się do Los Angeles w 1997 r., nikt nie miał telefonów komórkowych i po prostu nigdy nie poszedłem tą drogą”. Zakazuje także używania telefonów na planie.